# Kinematografia włoska

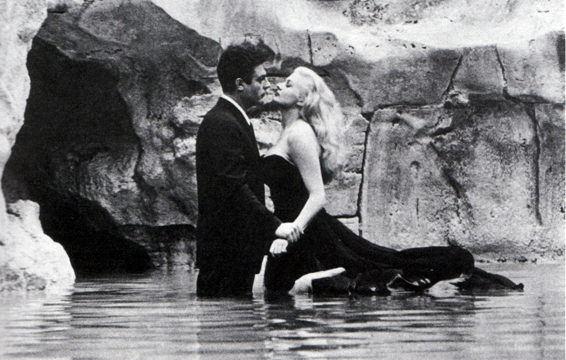
Marcello Mastroianni i Anita Ekberg w scenie z filmu Słodkie życie (1960) Federico Felliniego.

Kinematografia włoska – rozpoczęła swoją historię jako jedna z pierwszych na świecie, bowiem zaledwie kilka miesięcy po pierwszej publicznej projekcji filmowej, która odbyła się 28 grudnia 1895 roku w Paryżu. Nowy wynalazek został sprowadzony do Włoch w roku 1896 przez braci Lumière. W marcu tego roku kinematograf zawitał po raz pierwszy do Rzymu oraz Mediolanu, w kwietniu do Neapolu, Salerno i Bari, a w czerwcu do Livorno; w sierpniu sprzęt był prezentowany w Bergamo, Rawennie oraz w Bolonii, następnie w październiku w Ankonie oraz w grudniu w Turynie, Pescarze i Reggio di Calabria. W Pizie w roku 1899 zaczęło działać kino, które uznawane było, aż jego do zamknięcia 13 stycznia 2011 za najstarsze we Włoszech: Cinema Lumière mieszczące się w Palazzo Agostini.

## Historia

### Pierwsze filmy (1896–1902)
Jako pierwsze powstawały we Włoszech filmy dokumentalne. Twórcy tych króciutkich filmów (przede wszystkim były kartograf wojskowy, wynalazca, kamerzysta i reżyser Filoteo Alberini), posługujący się napędzanymi na korbkę kamerami, rejestrowali bieżące wydarzenia i przedstawiali wysoko postawione osobistości, przeważnie królów, cesarzy oraz papieża. Alberini opatentował we Włoszech „kinetografo”, kinematograf podobny do zaprezentowanego sześć miesięcy wcześniej przez braci Lumière.
Wśród pierwszych włoskich filmowców działających w kraju byli m.in.: Vittorio Calcina, Italo Pacchioni, Roberto Omegna, Giuseppe Filippi, Giovanni Vitrotti.
Jeden z pierwszych filmów włoskich, nakręcony w 1896, przedstawiał wizytę króla Humberta I i jego żony Małgorzaty Sabaudzkiej w Monza. Film Sua Maestà il Re Umberto e Sua Maestà la Regina Margherita a passeggio per il parco a Monza nakręcił oficjalny operator dworu królewskiego Vittorio Calcina w listopadzie 1896. Wcześniej nakręcił on kilka krótkich filmów prezentowanych w kinach objazdowych.
Pierwszy film, który zachował się do dziś w stanie pozwalającym na jego odtworzenie Sua Santità papa Leone XIII, przedstawia papieża Leona XIII udającego się do Ogrodów Watykańskich. W tym filmie, również nakręconym przez Vittorio Calcina, papież zwraca się w stronę kamery oraz wykonuje gest błogosławieństwa.
28 stycznia 1897 książę Wiktor Emanuel i jego żona Helena uczestniczyli w pokazie zorganizowanym przez Calcina w Pałacu Pittich we Florencji. Z kolei, film dokumentalny z ich ślubu nakręcił 24 października 1896 dla braci Lumière francuski operator Charles Moisson, a z oficjalnych uroczystości z ich udziałem we Florencji Filoteo Alberini nakręcił film pt.: S.A.R. il Principe di Napoli e la Principessa Elena visitano il battistero di S. Giovanni a Firenze.

### Początki włoskiego przemysłu filmowego (1903–1909)
W latach 1903–1909 kino, uznawane dotąd za ciekawostkę prezentowaną w widowiskach cyrkowych, zaczęło przekształcać się w branżę zorganizowaną w przedsiębiorstwa oraz wytwórnie nastawione właśnie na produkcję filmów. Okres ten można uznać za początki przemysłu filmowego we Włoszech. Wytwórnie filmowe ulokowały się w największych miastach – przede wszystkim w Turynie (Società Anonima Ambrosio, Aquila Film oraz Itala Film), Rzymie (Cines), oraz w posiadającym najbardziej zaawansowane technologicznie studia Mediolanie, w którym to producent filmowy Luca Comerio założył wytwórnię filmową, którą nazwał swoim imieniem, a która następnie zmieniła nazwę na Milano Film. Produkcja filmów odbywała się także w Neapolu (Partenope Film oraz Dora Film) oraz Wenecji, a więc w największych miastach posiadających również sale kinowe.
Zmiana ta doprowadziła do rozpoczęcia produkcji filmów fabularnych, które przez całą erę kina niemego stopniowo zastępowały filmy dokumentalne, aż w końcu niemal całkowicie wyparły je na początku I wojny światowej.
Pierwszy film fabularny nakręcony został przez Alberiniego w roku 1905. Przedstawiał zdobycie Rzymu przez wojska włoskie w 1870 i nosił tytuł La presa di Roma (tłum. Zdobycie Rzymu). Filmami tworzonymi w tym okresie – zgodnie z regułami obowiązującymi przez dziesięciolecia w spektaklach teatralnych – były przede wszystkim dramaty, bardzo często podejmujące wątki miłosne oraz historyczne i kończące się zazwyczaj elementami humorystycznymi.
Pierwszy film dźwiękowy został wyświetlony 19 października 1906 roku w Palazzo Agostini w Pizie przez profesora Pietro Pieriniego. Film został wyprodukowany przez zakład Fabbrica Pisana di Pellicole Parlate.

### „Złoty” wiek (1910–1919)

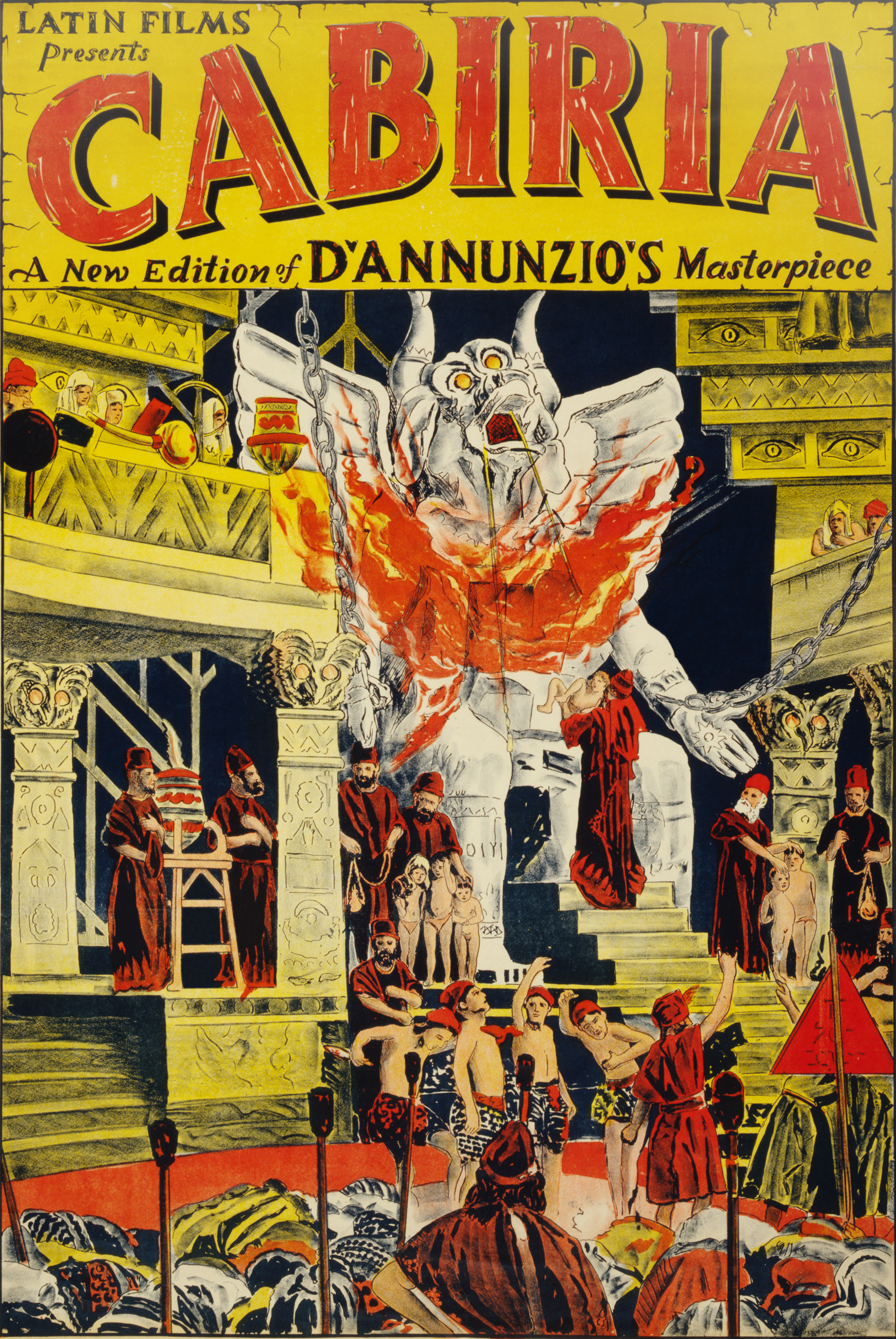
Plakat do filmu Cabiria (1914) Giovanniego Pastrone.

W latach 1910–1919 kino włoskie cieszyło się dużą popularnością na całym świecie, dzięki realizowanym z dużym rozmachem filmom o tematyce historycznej i religijnej. Szczególnie duży sukces odniosły: reżyserowany przez Mario Caseriniego film o zniszczeniu Pompejów – Gli ultimi giorni di Pompei (tłum. Ostatnie dni Pompejów) z 1913 roku, Marcantonio e Cleopatra z tego samego roku w reżyserii Enrico Guazzoniego (oparty na tragedii Szekspira Antoniusz i Kleopatra), film z 1912 Quo Vadis? tego samego reżysera, a zwłaszcza zrealizowana w 1914 roku przez Giovanniego Pastrone Cabiria, która była pierwszym filmem wyświetlonym w Białym Domu dla Prezydenta Stanów Zjednoczonych i jego personelu.

### Awangarda (1911–1919)

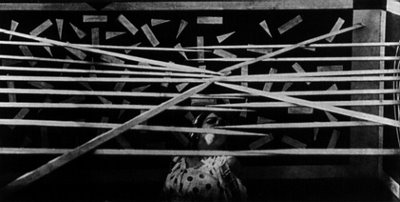
Thaïs (1917) Bragaglii.

Włochy były pierwszym krajem w którym do głosu zaczęła dochodzić awangarda kina niemego. Szczególne znaczenie miał ruch futurystów, którzy to w roku 1916 wydali swój manifest – Manifesto della Cinematografia Futurista (należy zaznaczyć, że czyniono w tym kierunku pewne eksperymenty również wcześniej) podpisany między innymi przez Filippo Marinettiego, Arnaldo Ginne, Bruno Corre oraz Giacomo Balle.
Futuryści traktowali kino jako idealne narzędzie do przekazywania światu swoich przekonań, a przede wszystkim stylu Capriccio. Korzystali oni w swoich filmach z szybkiego montażu oraz ciągłości akcji. Podejmowali oni również pierwsze próby użycia w filmie efektów specjalnych, które dzięki swojej oryginalności i efektowności szybko stały się integralną częścią nowego filmowego języka przekazu. Jednak wiele z dzieł tamtego okresu zostało zniszczonych lub zagubionych. Wśród najbardziej znaczących filmów z tamtego okresu znajduje się Thaïs (1917) w reżyserii Antona Giulio Bragaglii, gdzie hipnotyczne i symbolistyczne scenografie stworzone przez Enrico Prampoliniego stanowiły zapowiedź sukcesu następnego nurtu kinematografii włoskiej – ekspresjonizmu.

### Pierwsze gwiazdy oraz filmy propagandowe (1915–1918)
Aktorzy tacy jak Emilio Ghione oraz Mario Bonnard oraz aktorki Lyda Borelli i Francesca Bertini uznawane są za pierwsze prawdziwe gwiazdy kina włoskiego. Ich popularność wzrosła znacznie podczas I wojny światowej, kiedy to powstające dramaty miłosne cieszyły się szczególnym zainteresowaniem widzów.
Wówczas także zaczęto kręcić tzw. filmy propagandowe, które prezentowały najczęściej bohaterów odznaczających się odwagą i siłą, gotowych na akty heroizmu.

### Wielki kryzys (1919–1930)

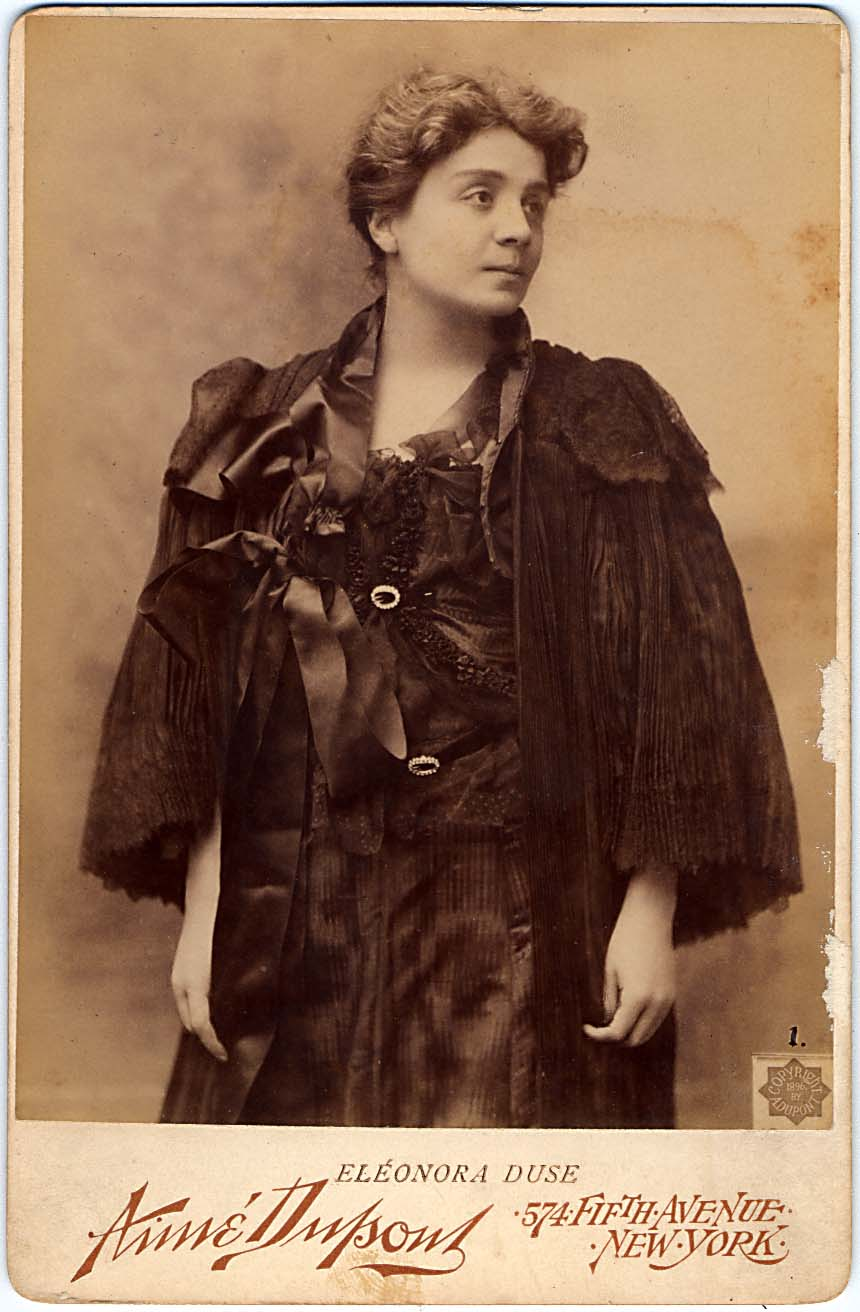
Eleonora Duse

Po zakończeniu I wojny światowej kino włoskie pogrążyło się w kryzysie. Spowodowany był on przede wszystkim pojawieniem się wielu małych zakładów produkcyjnych, które często bankrutowały po wyprodukowaniu zaledwie kilku filmów; wiele działających dotąd prężnie większe zakłady podejmowały złe decyzje ekonomiczne oraz organizacyjne. Wśród tematów największym powodzeniem cieszyły się nadal filmy miłosne – bardzo często zapożyczane z literatury oraz z dramatów klasycznych, reżyserowane między innymi przez Roberto Robertiego (ojca Sergio Leone), oraz filmy religijne – w szczególności te reżyserowane przez Giulio Antamoro.

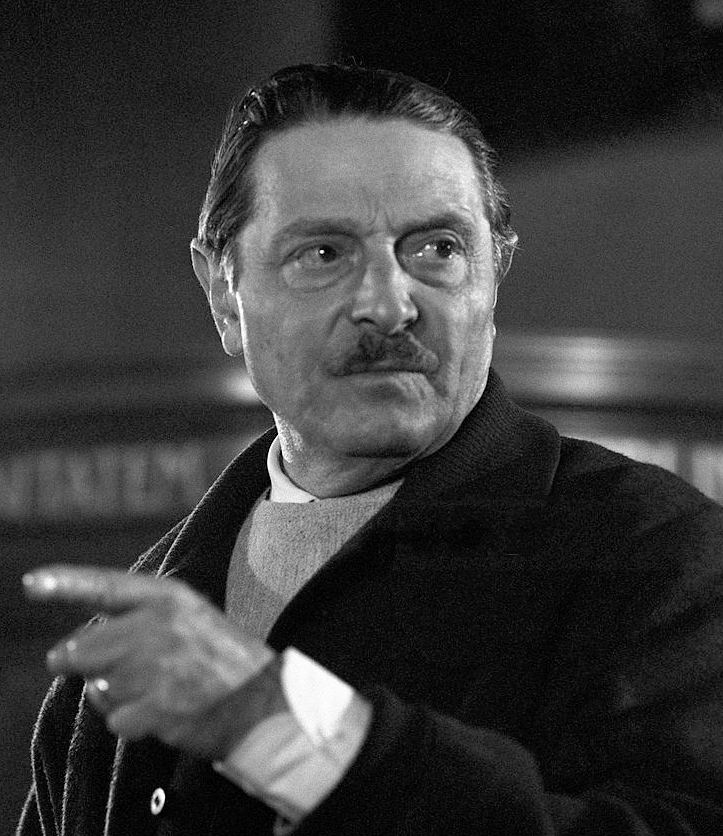
Alessandro Blasetti

Wielkie gwiazdy teatralne takie jak Eleonora Duse (Cenere, La Bella Otero) pojawiały się na ekranach wywołując jednak mieszane uczucia. Dzięki neapolitańskim twórcom takim jak Elvira Notari, która wyprodukowała oraz wyreżyserowała wiele filmów, którym podczas pokazów towarzyszyli znani muzycy i orkiestry wykonujące swoją muzykę w synchronizacji z obrazem, wiele filmów włoskich odniosło w tym okresie sukces wśród włoskich emigrantów – przede wszystkim w krajach Ameryki Południowej: w Argentynie, Brazylii oraz Urugwaju.
Faszyści, którzy doszli do władzy pomiędzy 1922 a 1925, musieli zmagać się z ciągłym wzrostem kosztów tworzenia filmów. Z tego też powodu władza otworzyła w 1924 Istituto Luce. W końcówce lat 20. ważne filmy nakręcili dwaj późniejsi nestorzy włoskiego kina: Alessandro Blasetti wyreżyserował Słońce (1929), a Mario Camerini – Szyny (1929).
Rok 1930 uznawany jest za początek końca ery kina niemego w kinie włoskim. Wtedy to wyprodukowany został film La canzone dell’amore wyreżyserowany przez Gennaro Righellego. Był to pierwszy film dźwiękowy. Film okazał się sukcesem, a występujący w nim Dria Paola, Elio Steiner oraz Isa Pola okrzyknięte zostały pierwszymi mówiącymi gwiazdami kinematografii włoskiej. Wielki sukces tego filmu uznawany jest za początek odrodzenia się przemysłu filmowego we Włoszech.
Tak jak w Hollywood, większość gwiazd kina niemego we Włoszech nie była w stanie znaleźć angażu w filmie dźwiękowym. Niektóre z dotychczasowych gwiazd ekranu zajęły się z sukcesami produkcją i reżyserią, jak np. Emilio Ghione czy Mario Bonnard. Spowodowało to powstanie miejsca dla aktorów nowego pokolenia.

### Cinecittà oraz monopol (1937–1939)

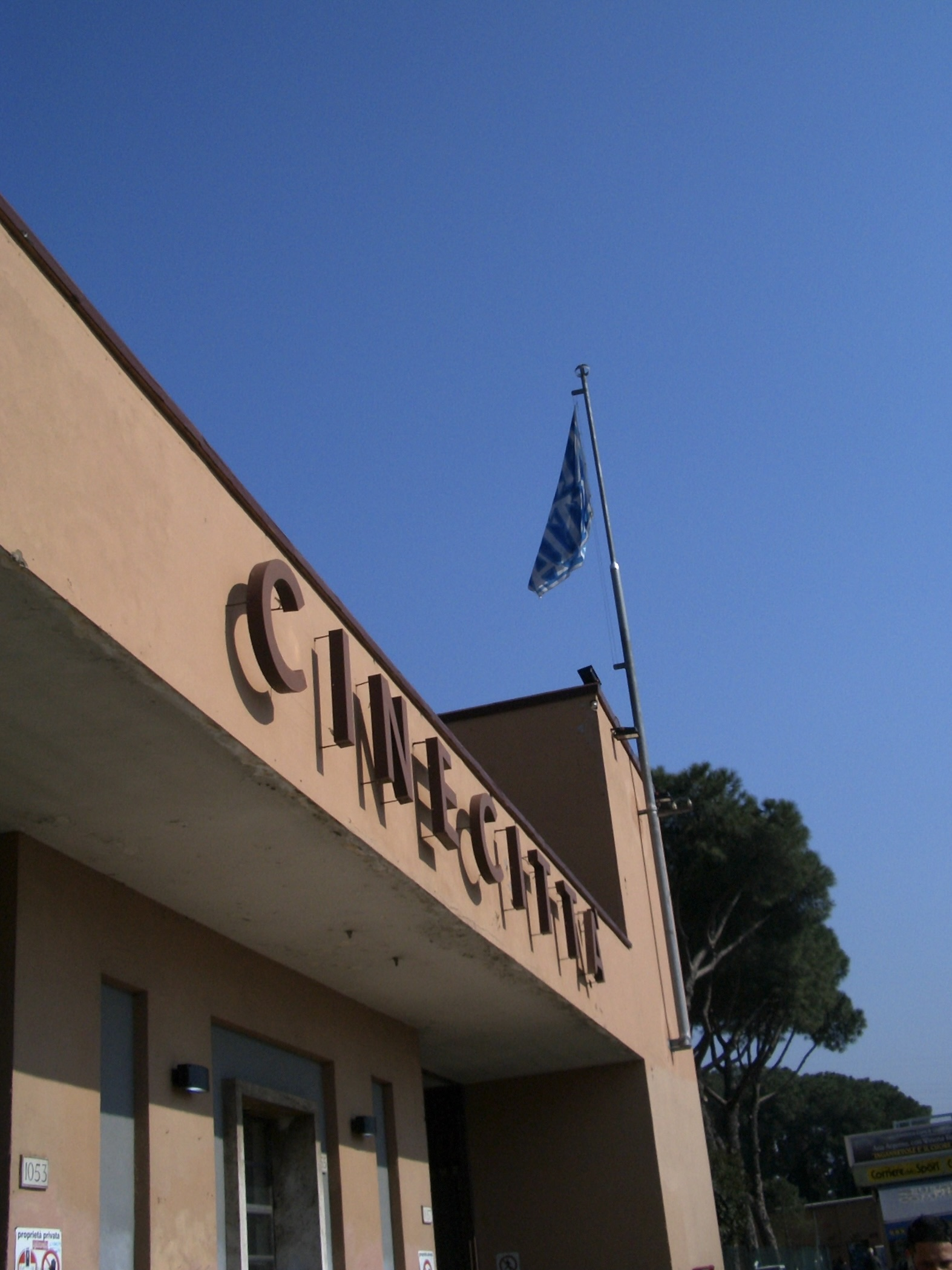
Studio filmowe Cinecittà w Rzymie.

W tym samym okresie faszyści utworzyli Ministerstwo Kultury Poszechnej (wł. Ministero della Cultura Popolare). Po pożarze wytwórni filmowej Cines (jego przyczyna do dziś jest elementem ożywionej dyskusji wśród historyków), Ministerstwo to postanowiło odbudować struktury kina włoskiego – w przeciwnym razie groziłaby mu całkowita agonia.
Po zatwierdzeniu planu przez Benito Mussoliniego znaleziony został teren położony na południowy wschód od stolicy, Rzymu. Po dwóch latach prac 21 kwietnia 1937 Duce otworzył studio Cinecittà, wygłaszając przy tym słynny slogan Kinematografia jest najsilniejszą bronią.
Cinecittà zaprojektowana została w oparciu o rozwiązania z Hollywood. Ekipa twórców mogła korzystać z najnowszych rozwiązań technologicznych w celu realizacji filmu. Obok studia postanowiono otworzyć także słynną Centro sperimentale di cinematografia – szkołę filmową z siedzibą w Rzymie, która w niedługim czasie stała prawdziwą kolebką przyszłych aktorów, reżyserów i scenarzystów, i w dużej mierze przyczyniła się do wielkiego sukcesu studia oraz całego kina włoskiego w latach późniejszych.
Dwa lata później, 1 stycznia 1939, weszła w życie ustawa, której celem było zablokowanie importu filmów zagranicznych – a w szczególności tych ze Stanów Zjednoczonych. Dzięki temu produkcja filmów włoskich uległa zwiększeniu. Wśród twórców dominowały głównie filmy komedie z gatunku białych telefonów oraz faszystowskie filmy propagandowe.

### Kinobiałych telefonów(1936–1943)
Tak zwane kino białych telefonów obejmuje okres stosunkowo krótki. Jego nazwa pochodzi od koloru telefonów, pojawiających się jako element mieszczańskiej scenerii. Stanowiły one wówczas symbol dobrobytu i wysokiego statusu społecznego, w przeciwieństwie do powszechnie występujących telefonów w czarnym kolorze.
Charakterystycznym dla filmów tego okresu była uproszczona, schematyczna fabuła. Przykładem powtarzającego się motywu może być postać przedsiębiorczej dziewczyny o skromnym pochodzeniu, której udaje się wspiąć po drabinie społecznej i zdobyć serce ukochanego mężczyzny.
W ostatnich latach krytycy określają tę epokę mianem komedii węgierskich. Mimo że filmy produkowane były w całości we Włoszech, z racji cenzury twórcy bardzo często lokowali ich akcję właśnie na Węgrzech – poruszały one bowiem tematy kontrowersyjne dla ówczesnego społeczeństwa włoskiego, takie jak cudzołóstwo czy rozwód. Innym określeniem tego okresu jest cinema decò, z powodu częstego pojawiania się na ekranie wyposażenia domów wykonanego w bardzo popularnym wtedy stylu art déco.

### Okres faszystowski (lata 30.–40.)
Podczas dwudziestolecia faszystowskiego – tak jak to miało miejsce podczas I wojny światowej niezwykle ważną rolę zaczęło odgrywać kino propagandowe. Filmy te kręcone były według prostego schematu- zachwalano w nich zalety władzy oraz ideały faszystowskie, bohaterowie tych filmów niemal zawsze byli reprezentantami ludu którzy odznaczali się niezwykłym heroizmem, honorem oraz patriotyzmem. W filmach tych da się odczuć panujące w tamtym okresie historycznym nastroje w którym znajdował się kraj. Niedługo później Włochy u boku III Rzeszy weszły w stan wojny. Także podczas pierwszych lat II wojny światowej powstało wiele filmów które miały na celu ukazanie armii włoskiej w jak najlepszym świetle. Spośród filmów propagandowych największy sukces odniosły następujące filmy: Vecchia guardia – uznawany za największe dzieło propagandy tego okresu, Pilot Luciano Serra, Biały szwadron, Il trecento della settima oraz Uomini sul fondo.
Oprócz filmów chwalących własne siły zbrojne, wielkie znaczenie w tym okresie miały także filmy których celem była demonizacja oraz ośmieszenie wrogich dla faszystowskiego reżimu sił. Przykładem może być tutaj film Carmen fra i rossi film przeciwko hiszpańskiej rewolucji socjalistycznej, Cose dell’altro mondo oraz Harlem które z kolei prezentowały w złym świetle Stany Zjednoczone a Odessa in fiamme i Orizzonte di sangue które prezentowały horror komunizmu oraz reżimu sowieckiego. Innym przypadkiem był film Noi vivi, a następnie Addio Kira!, który to nie wyśmiewał komunizmu, lecz stalinizm. Nie spodobało się to władzy faszystowskiej, i mimo początkowej akceptacji przez cenzurę, film wycofano ze wszystkich sal.

### Neorealizm (1943–1955)

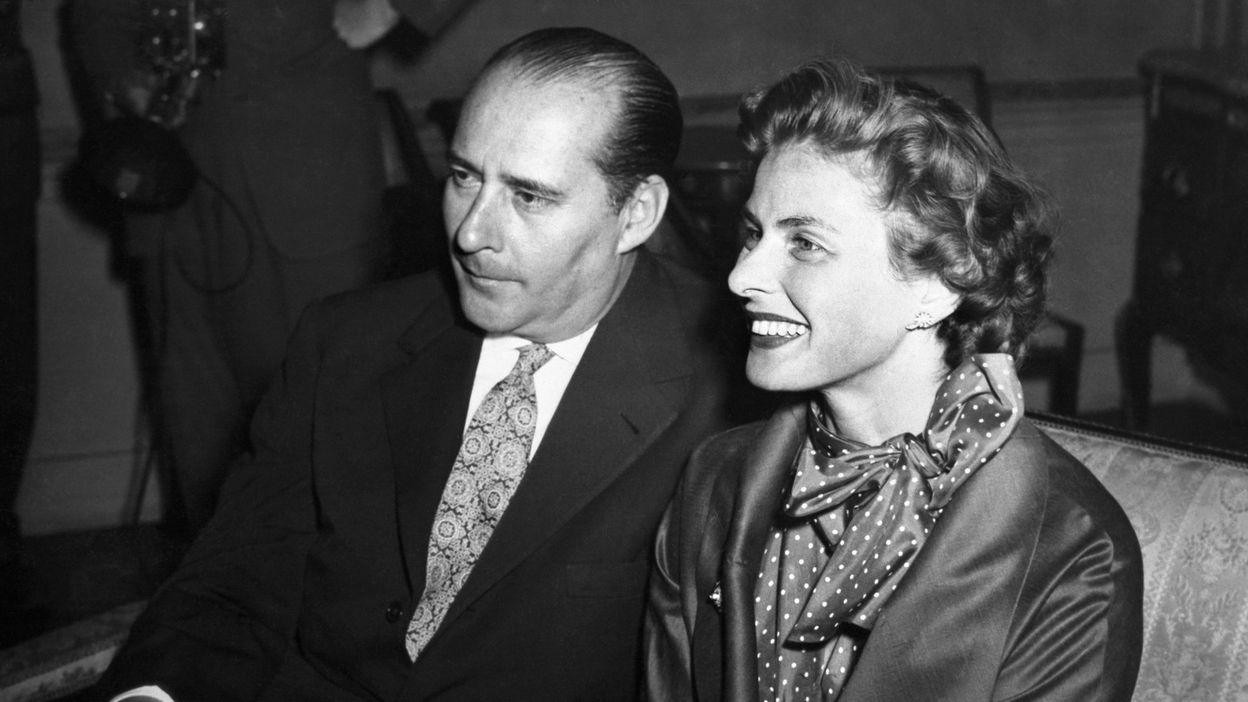
Roberto Rossellini i jego ówczesna żona Ingrid Bergman.

W wyniku II wojny światowej, a szczególnie jej ostatnich trzech lat Włochy zaznały wielkich strat zarówno ludzkich, jak i materialnych. Właśnie to było powodem powstania nowego prądu w sztuce – włoskiego neorealizmu. Prąd ten znajdował swe odzwierciedlenie we wszystkich gałęziach sztuki, jednak to kino stanowiło jego najważniejszy środek przekazu.
Celem neorealizmu włoskiego było przedstawianie realnej sytuacji, w jakiej znajduje się kraj. Akcja filmów toczyła się zazwyczaj w środowisku biednych rodzin. Aktorzy występujący w filmach byli najczęściej amatorami, zachowującymi się przed kamerą w sposób dla siebie naturalny. Tę naturalność i autentyzm podkreślał używany przez bohaterów język – w filmach neorealistycznych stosowano bardzo wiele dialektów regionalnych. Wielu reżyserów – między innymi Luchino Visconti, Roberto Rossellini, Vittorio De Sica, Giuseppe De Santis, Pietro Germi, Luigi Zampa, Alberto Lattuada, Aldo Vergano, Luciano Emmer – zdecydowało się zrezygnować z kręcenia filmów w studio. W celu jak najbardziej realnego przedstawienia życia ludzkiego filmy kręcono w plenerze, zaś wnętrza – w prawdziwych domach przyjaciół reżysera lub innych członków ekipy filmowej.

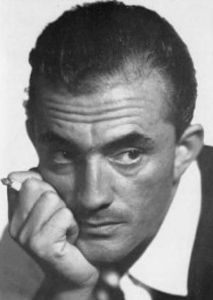
Luchino Visconti

Czołowymi filmami nurtu neorealistycznego były dzieła Luchino Viscontiego: Opętanie (1943), uznawane za pierwszy film nowego stylu, Ziemia drży (1948) oraz Najpiękniejsza (1952). Roberto Rossellini zasłynął swoją trylogią wojenną: Rzym, miasto otwarte (1945), Paisà (1946) i Niemcy – rok zerowy (1948). Vittorio De Sica wszedł do historii kina jako autor tetralogii: Dzieci ulicy (1946), Złodzieje rowerów (1948), Cud w Mediolanie (1951) oraz Umberto D. (1952). Niemal wszystkie te filmy pokazywano z powodzeniem na całym świecie, otrzymały one wiele międzynarodowych wyróżnień i nagród.
Chociaż w następnych latach Roberto Rossellini eksperymentował z nowymi stylami, jednak nadal filmy, które tworzył, można było zakwalifikować jako neorealistyczne. Do jego wspaniałych dzieł z tamtego okresu zalicza się m.in.: Stromboli, ziemię Boga (1950), Europę ’51 (1952) oraz Podróż do Włoch (1954). Głównymi bohaterkami tych filmów były kobiety wyobcowane i samotne, grane niezmiennie przez jego ówczesną żonę – Ingrid Bergman. Krytycy z tamtego okresu, z wyjątkiem prestiżowego francuskiego magazynu „Cahiers du cinéma”, nie docenili zrazu tryptyku Rosselliniego. Jednak z biegiem czasu filmy te cieszyły się coraz powszechniejszym uznaniem.
Neorealizm odcisnął piętno na twórczości Federico Felliniego, uznawanego za największego reżysera włoskiego. Pomiędzy rokiem 1950 a 1954 także Fellini dał się poznać szerszej widowni za sprawą swoich filmów: Światła variété (1950), współreżyserowanego przez Alberto Lattuadę, Biały szejk (1952), oraz dwóch obrazów uznanych później za arcydzieła Wałkonie (1953) i La strada (1954).
Wspomnieć należy również o filmie Mario Monicellego i Steno Złodzieje i policjanci (1951), który – mimo posiadania wartości komediowej – odnosi się z powodzeniem do stylu neorealistów.
Mimo odniesionego sukcesu (bardziej jednak wśród krytyków niż publiczności), okres neorealizmu trwał jedynie dwanaście lat. Z biegiem czasu stan majątkowy Włochów polepszał się, zaś od połowy lat 50. rozpoczął swoją historię nowy prąd zwany neorealizmem różowym, który to uznawany jest za początek włoskiego stylu komediowego.

### Kino autorskie (lata 50.–70.)

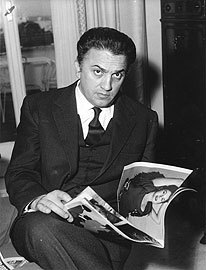
Federico Fellini

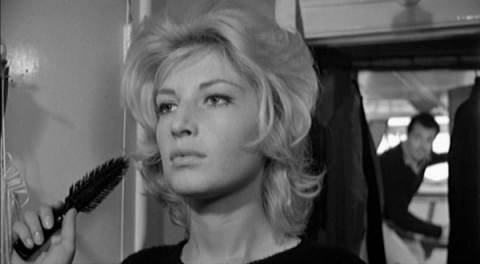
Monica Vitti w Przygodzie (1960) Antonioniego.

Od początku lat 50. kino włoskie zaczyna stopniowo odchodzić od neorealizmu w kierunku tematyki egzystencjalnej – ujmowanej z różnych punktów widzenia, w sposób coraz bardziej introspektywny. Podział tej epoki kina włoskiego nie ma większego sensu, i krytycy filmowi uznają epokę kina autorskiego za długi okres kończący się śmiercią Federico Felliniego na początku lat 90.
Michelangelo Antonioni, z filmami Przyjaciółki (1955), Krzyk (1957) oraz tetralogią Przygoda (1960), Noc (1961), Zaćmienie (1963) i Czerwona pustynia (1965), zwrócił uwagę innych twórców oraz krytyków na wątki egzystencjalne. Wzorem Antonioniego filmy tworzone w tym okresie z wielką uwagą przyglądały się przede wszystkim ludzkiej psychologii, nieco w cień zsuwając wartką akcję z jej licznymi zwrotami. Sławę i uznanie międzynarodowe wzbudziły takie filmy tego autora jak Powiększenie (1966) oraz Zawód: Reporter (1975).

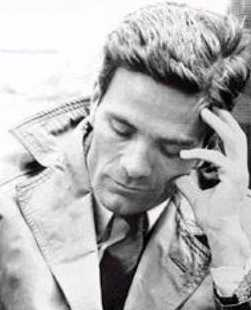
Pier Paolo Pasolini

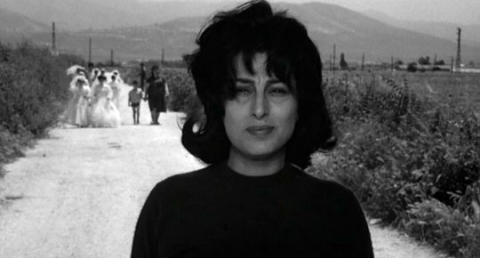
Anna Magnani w filmie Mamma Roma (1962) Pasoliniego.

Fellini, z arcydziełami takimi jak Noce Cabirii (1956) i Słodkie życie (1960), obok już przytaczanych tutaj Wałkoni (1953) i La strady (1954), został uznany za prawdziwy symbol włoskiej kinematografii na świecie. Jego niepowtarzalnemu stylowi filmowemu towarzyszyły na ekranie atrakcyjne ścieżki dźwiękowe, stworzone przez kompozytora Nino Rotę – późniejszego zdobywcę Oscara za Ojca chrzestnego. Niektóre ze scen jego filmów do dzisiaj uznawane są za prawdziwe symbole tamtej epoki: wymienić tutaj należy między innymi słynną scenę nocnej kąpieli Anity Ekberg w rzymskiej Fontannie di Trevi z filmu Słodkie życie.
Lata 60. Fellini rozpoczął filmowe eksperymenty twórcze od onirycznego Osiem i pół (1963). Film ten okazał się prawdziwym hitem, otrzymał Oscara za najlepszy film nieanglojęzyczny i otworzył nową fazę w twórczości Felliniego. Zarówno dzieła wyżej wymienione, jak i stworzone w późniejszym okresie – m.in. Satyricon (1969), Rzym (1972), Amarcord (1973) czy Casanova (1976) – spowodowały uznanie Felliniego przez krytyków za jednego z największych reżyserów w historii światowego kina.
Jednym z najważniejszych reżyserów w historii kina włoskiego był również Luchino Visconti, uznawany za wielkiego estetę i miłośnika operowej widowiskowości. Podarował on włoskiej kinematografii wiele niezapomnianych i docenionych na arenie międzynarodowej dzieł, wśród których największe znaczenie miały Zmysły (1954), Rocco i jego bracia (1960), Lampart (1963), Zmierzch bogów (1969), Śmierć w Wenecji (1971) oraz Ludwig (1972).
Innym wybitnym autorem kina włoskiego był Pier Paolo Pasolini, reżyser, scenarzysta i literat w jednym. W swoich dziełach przeciwstawiał się schematom epoki. Ta osobna postać przez całe swoje dorosłe życie, zakończone tragiczną śmiercią, stawiała opór na wszelkich możliwych polach – zarówno twórczych, jak i politycznych – konformizmowi oraz konsumpcjonizmowi społeczeństwa włoskiego lat 60. i 70.
Jego pamiętne filmy – Włóczykij (1961), Mamma Roma (1962) z Anną Magnani w roli prostytutki, Ewangelia według świętego Mateusza (1964), jedna z najbardziej cenionych kinematograficznych rekonstrukcji życia Jezusa, Ptaki i ptaszyska (1966) z komikiem Totò w jedynej w swojej karierze roli dramatycznej, Król Edyp (1967), Teoremat (1968), Dekameron (1971), Opowieści kanterberyjskie (1972), Kwiat tysiąca i jednej nocy (1974), a także skandalizujące Salò, czyli 120 dni Sodomy (1975) wywoływały bardzo duże emocje i gorące spory, w które często zamieszany był także wymiar sprawiedliwości oraz cenzura.
Pasolini, który nie krył nigdy swojej homoseksualności, był jedną z najbardziej wpływowych postaci swoich czasów, mimo że często jego poglądy uznawane były za ekstremalne, zaś sztuka, którą tworzył, była często dyskryminowana. Jego twórczość odnosiła – przynajmniej we Włoszech – większy rezonans wśród krytyków niż wśród widzów.

### Komedia w stylu włoskim (lata 50.–70.)

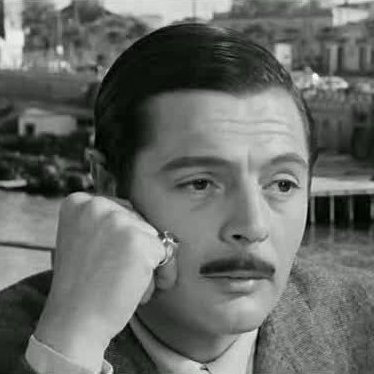
Marcello Mastroianni w komedii Rozwód po włosku (1961) Germiego.

W drugiej połowie lat 50. rozwinął się gatunek komedii określany często mianem commedia all’italiana, co w wolnym tłumaczeniu oznacza komedię w stylu włoskim. Powszechnie uważa się, że początek temu gatunkowi dał Mario Monicelli swoim filmem Sprawcy nieznani (1958). Włoska nazwa tego stylu znalazła odzwierciedlenie w tytule jednego z największych dzieł gatunku – filmu Rozwód po włosku (1961) w reżyserii Pietro Germiego ze wspaniałym Marcello Mastroiannim oraz młodziutką Stefanią Sandrelli w rolach głównych. Obraz zdobył wiele prestiżowych nagród, w tym Oscara za najlepszy scenariusz oryginalny oraz nominacje za reżyserię i dla najlepszego aktora.
Olbrzymią popularnością w latach 50. i 60. cieszyły się komedie z duetem Totò i Peppino De Filippo w rolach głównych. Dominował w nich humor neapolitański. W komediach włoskich rodziły się zresztą największe gwiazdy włoskiego kina, wśród których należy wymienić przede wszystkim takie nazwiska jak: Alberto Sordi, Ugo Tognazzi, Monica Vitti, Claudia Cardinale, Vittorio Gassman, Nino Manfredi czy Sophia Loren.

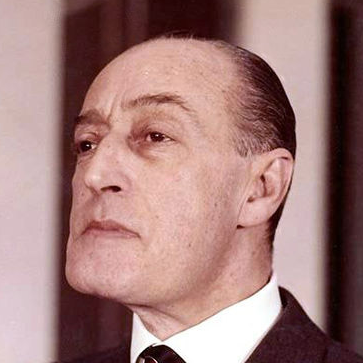
Komik Totò

Lata 60. to czas wielkiego rozkwitu ekonomicznego Włoch. Także kinematografia odczuła zmiany, jakie zachodziły wewnątrz społeczeństwa włoskiego. Wśród wielu filmów tego okresu jednym z najważniejszych był Fanfaron (1962) Dino Risiego, który z sukcesem łączył komizm z powagą. Wspaniała rola Vittorio Gassmana wraz ze świetną ścieżką dźwiękową, stworzoną przez Edoardo Vianello oraz Domenico Modugno, tworzyły razem całość, która uznawana była przez krytyków za jeden z najlepszych filmów z tamtego okresu.
Lekkie komedie neapolitańskie tworzył również Nanni Loy, który wcześniej zasłynął z nawiązującego do neorealizmu dramatu wojennego Cztery dni Neapolu (1962). W Głowie rodziny (1967) główną rolę grał Nino Manfredi, a w Urlopie w więzieniu (1971) – Alberto Sordi.
Do najważniejszych dzieł wieńczących gatunek włoskiej komedii klasycznej zalicza się Grę złudzeń (1972) Luigiego Comenciniego, Tacy byliśmy zakochani (1974) oraz Taras (1980) Ettore Scoli, który uznawany jest za ostatni film przynależący do tego stylu.
W końcówce lat 70. ton i nastrój komedii włoskich stawał się coraz bardziej mroczny. Powojenny optymizm z roku na rok malał. Spowodowało to niemal całkowite zaniechanie produkowania komedii w stylu włoskim na początku lat 80. – z nielicznymi tylko wyjątkami, m.in. Moi przyjaciele II (1982) Mario Monicellego.
Tymczasem w najlepsze trwał rozwój komedii o podłożu mniej lub bardziej erotycznym. Filmy te – produkowane od początku lat 70. – cieszyły się wielką popularnością między połową lat 70. a początkiem lat 80.
Należy tutaj zaznaczyć, iż bardzo często w filmach włoskich elementy komiczne były umiejętnie łączone z innymi gatunkami, w efekcie czego powstawały filmy, które trudno jednoznacznie zaklasyfikować. Za mistrza tego stylu uznawany jest Luigi Comencini, który po osiągnięciu wielkiego sukcesu filmem Chleb, miłość i fantazja (1953), stworzył w późniejszych latach wspaniałe obrazy takie jak: Wszyscy do domu (1960), Pinokio (1972) czy Kot (1977), w których mieszają się różne gatunki i style filmowe.

### Kino społeczno-polityczne (lata 60.–70.)

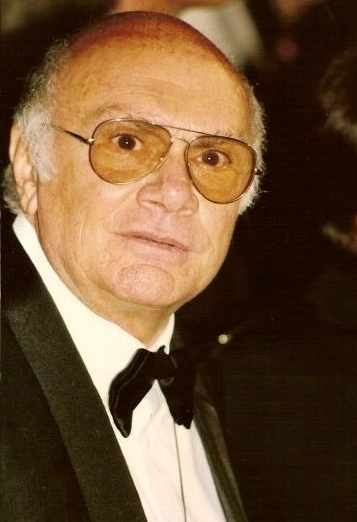
Francesco Rosi

Włoskie ruchy studenckie i robotnicze końcówki lat 60. oraz te z następnego dziesięciolecia wpłynęły również na kino. W wyniku tych przemian społecznych rozwinęło się – oprócz komedii – również kino zaangażowane społecznie i politycznie. W tym kontekście autorzy początku lat 70. postanowili kontynuować drogę twórczą, którą podjął jako pierwszy Francesco Rosi, autor takich filmów jak Salvatore Giuliano (1962) o słynnym sycylijskim przestępcy, czy Ręce nad miastem (1963) o problemie spekulacji na rynku nieruchomości.

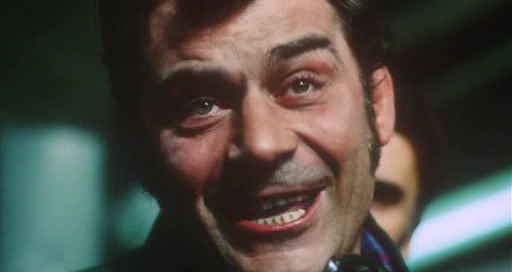
Gian Maria Volonté w filmie Klasa robotnicza idzie do raju (1971) Petriego.

Wśród najważniejszych filmów tego prądu można wymienić Śledztwo w sprawie obywatela poza wszelkim podejrzeniem (1970) oraz Klasa robotnicza idzie do raju (1971), obydwa wyreżyserowane przez Elio Petriego ze wspaniałymi kreacjami Giana Marii Volonté – aktora-symbolu, jeśli chodzi o włoskie kino zaangażowane społecznie. Do wybitnych tytułów tego nurtu zaliczyć należy jeszcze obrazy Damiano Damianiego: Dzień puszczyka (1968) oraz Zeznanie komisarza policji przed prokuratorem republiki (1971).
Za jeden z najważniejszych filmów z tego okresu uznawane jest dzieło Francesco Rosiego Sprawa Mattei (1972), w którym to reżyser próbuje rozwikłać zagadkę zniknięcia Enrico Mattei, menedżera jednego z największych włoskich przedsiębiorstw. Film Rosiego, ze świetnie ocenioną rolą Volontè, zdobył Złotą Palmę na 25. MFF w Cannes i stał się punktem odniesienia dla twórców późniejszych filmów śledczych – w tym dla JFK (1991) Olivera Stone’a.
Należy wspomnieć tutaj również film Gillo Pontecorvo Bitwa o Algier (1966), który mimo iż nie był ściśle powiązany z włoskimi realiami, wzbudził szeroką aprobatę, przede wszystkim dzięki wspaniałej rekonstrukcji zmagań Algierii i jej mieszkańców w celu uzyskania niepodległości od Francji. Film Pontecorvo, po zdobyciu Złotego Lwa na 27. MFF w Wenecji, stał się jednym z najbardziej znanych i cenionych filmów włoskich na świecie.

### Kryzys włoskiego kina (lata 70.–80.)
W końcówce lat 70. kino włoskie odczuwało pierwsze symptomy kryzysu, który objawił się w pełni w połowie lat 80. i trwał przez niemal 10 lat. Spowodowany on był głównie ekspansją telewizji komercyjnej. W czasach tych komedia w stylu włoskim niemal zupełnie zanikła jako gatunek – spowodowane było to głównie zanikiem weny autorskiej twórców poprzednich dziesięcioleci. Poza tym w wyniku upływu lat największe indywidualności włoskiego kina zaczęły kończyć swoje kariery – to z kolei oznaczało przejście w kierunku nowej generacji twórców.

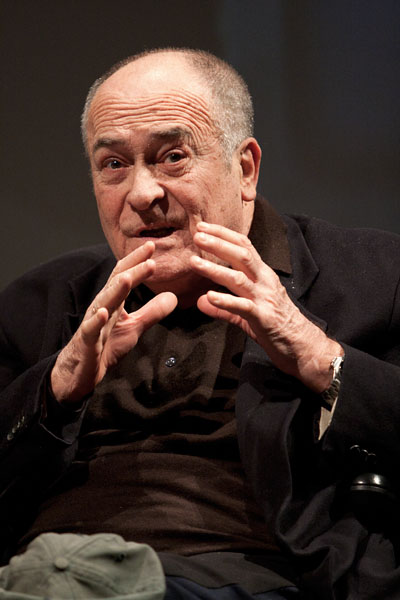
Bernardo Bertolucci

Również włoskie kino komercyjne nie było w stanie wykształcić nowych prądów. W związku z tym, a także wskutek problemów finansowych, włoska kinematografia nie była w stanie stworzyć filmów mogących konkurować z produkcjami hollywoodzkimi, nie tylko poza granicami, ale także na rynku rodzimym.
Nie brakowało jednak cenionych filmów stworzonych w tym ciężkim dla przemysłu filmowego okresie: Miasto kobiet (1980), A statek płynie (1983) oraz Ginger i Fred (1985) Federico Felliniego; We władzy ojca (1977, Złota Palma na 30. MFF w Cannes) i Noc świętego Wawrzyńca (1982) braci Tavianich; Drzewo na saboty (1978) Ermanno Olmiego (Złota Palma na 31. MFF w Cannes); Szczególny dzień (1978) i Taras (1980) Ettorego Scoli; Bianca (1984) i Idźcie, ofiara spełniona (1985) Nanniego Morettiego; Trzej bracia (1981) Francesco Rosiego. W latach 80. filmem Kamorysta (1986) zadebiutował Giuseppe Tornatore, który opowiedział w nim o szefie neapolitańskiej Camorry.

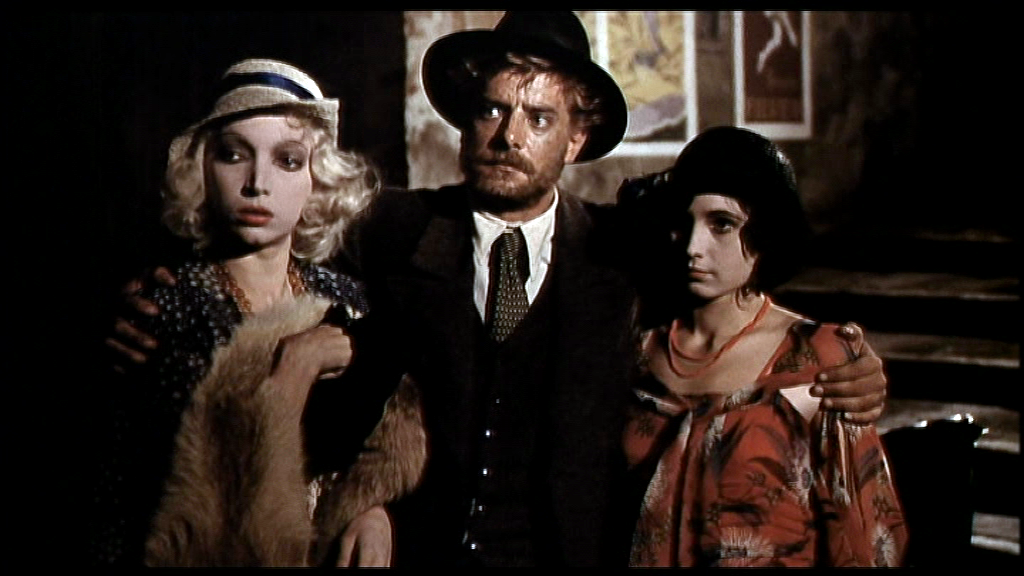
Scena z filmu Miłość i anarchia (1973) Liny Wertmüller.

Odkryciem dekady lat 70. były młode ambitne reżyserki filmowe Liliana Cavani i Lina Wertmüller. Nocny portier (1974) Cavani z Dirkiem Bogardem i młodziutką Charlotte Rampling był skandalizującą wiwisekcją perwersyjnej relacji łączącej dawnego nazistowskiego kata i jego ofiarę z obozu koncentracyjnego. Z kolei za komediodramat Siedem piękności Pasqualino (1975) z Giancarlo Gianninim w roli tytułowej Wertmüller stała się pierwszą kobietą w historii, która otrzymała nominację do Oscara za najlepszą reżyserię.
Jeśli chodzi o komedie tego okresu, wartymi wspomnienia są szerzej nieznane w Polsce filmy Massimo Troisiego (Nic tylko płakać, 1984) i Carlo Verdone (Zabawa jest cudowna, 1980, Bianco, rosso e Verdone, 1981). Do dawnych sukcesów powrócił mistrz Mario Monicelli filmem Miejmy nadzieję, że to będzie córka (1988). Światową sławę zyskał zaś komik Roberto Benigni obrazem Mały bies (1988) z rolą Waltera Matthau.
Mimo że nie można ich zaliczyć w stu procentach do filmów włoskich, nie wolno zapomnieć o takich obrazach jak Dawno temu w Ameryce (1984) Sergio Leone oraz Ostatni cesarz (1987) Bernardo Bertolucciego, który zdobył dziewięć Oscarów oraz tyle samo nagród włoskiego przemysłu filmowego, David di Donatello.

### Kino autorskie (lata 60.–90.)

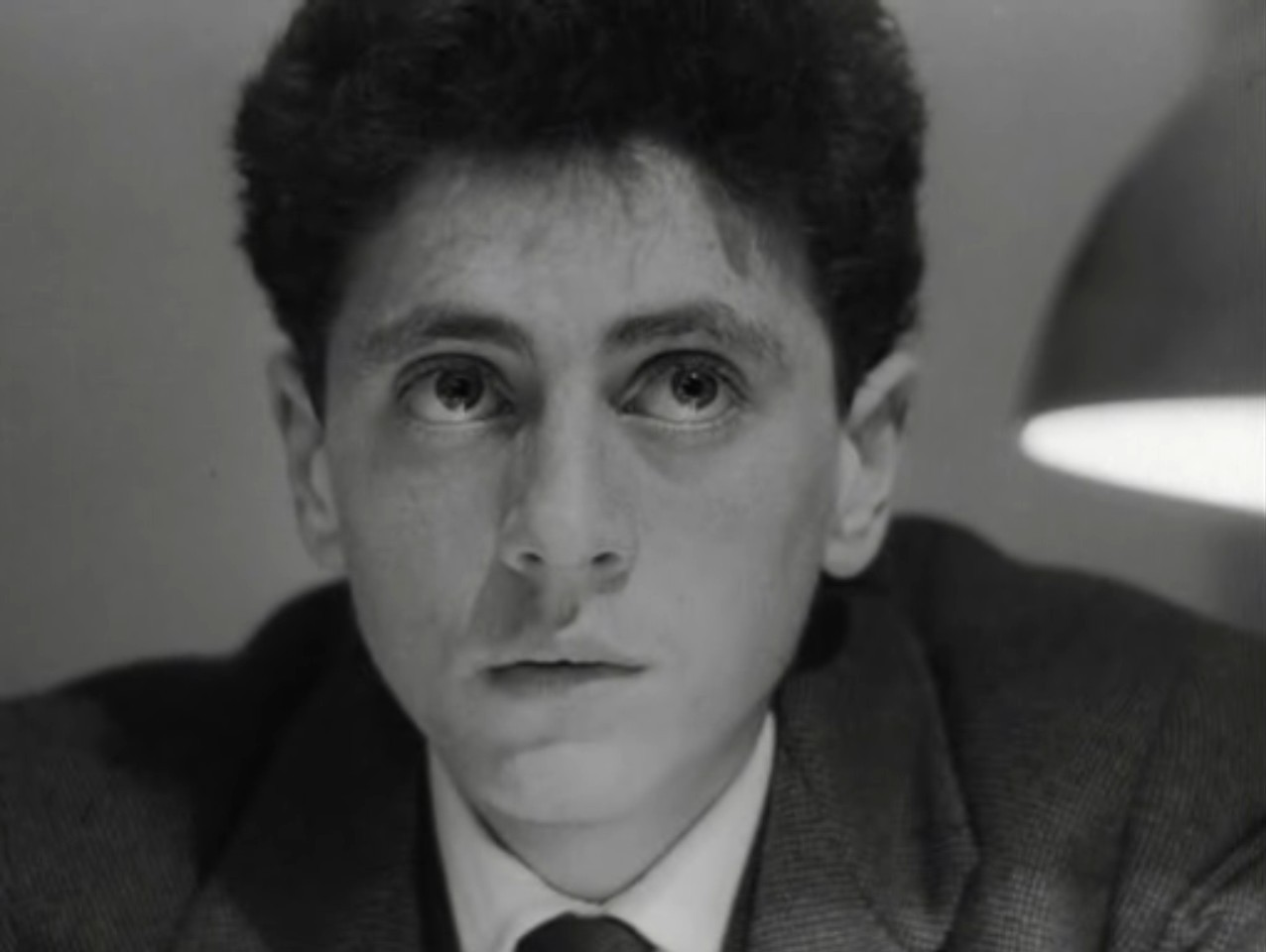
Scena z Posady (1961) Olmiego.

Ermanno Olmi uznawany jest przez wielu krytyków za katolicką opozycję dla Piera Paola Pasoliniego. Postrzega się go za rzadki przypadek reżysera-poety, który jednak ideologicznie sprzeciwia się poglądom marksistowskim Pasoliniego. Już w swoim debiucie Czas się zatrzymał (1959), pełnym emocji filmie o relacji między człowiekiem a naturą, krytyka zwróciła uwagę na młodego twórcę. Trzy lata później, w roku 1961, Olmi nakręcił film Posada – słodko-gorzki portret Mediolanu z czasów boomu ekonomicznego. W latach 70. Olmi został doceniony na poziomie międzynarodowym, kiedy zdobył Złotą Palmę na 31. MFF w Cannes za film Drzewo na saboty (1978). Po długiej chorobie reżyser powrócił do formy surrealistycznym Niech żyje czcigodna pani! (1987) oraz Legendą o świętym pijaku (1988), nagrodzoną Złotym Lwem na 45. MFF w Wenecji. W 2001 Olmi nakręcił uznawany przez wielu za jedno ze swoich największych osiągnięć w karierze – Rzemiosło wojenne, film poświęcony Ludwikowi Medyceuszowi. Rok później obraz ten zdobył aż dziewięć nagród David di Donatello.
Marco Ferreri zasłynął dzięki swojemu charakterystycznemu, groteskowemu stylowi. Najważniejsze tytuły początkowej fazy jego kariery to nakręcony w Hiszpanii Wózek (1960) oraz Ape Regina (1963). Później Ferreri nakręcił m.in. modernistyczny obraz Dillinger nie żyje (1969) o stylu życia współczesnego człowieka. Wielką sławę i miejsce w historii kina przyniosła mu obrazoburcza satyra na konsumpcjonizm pt. Wielkie żarcie (1973) z gwiazdorską obsadą. W ostatnich latach swojej kariery największym powodzeniem cieszył się jego Dom uśmiechów (1991), nagrodzony Złotym Niedźwiedziem na 41. MFF w Berlinie.

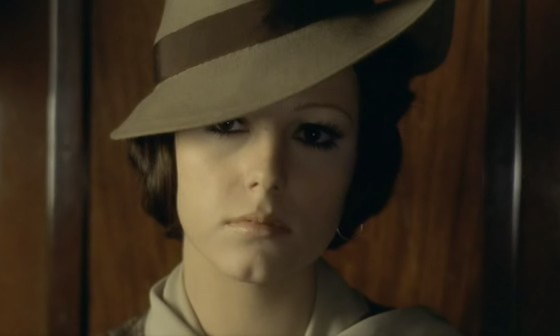
Stefania Sandrelli w filmie Konformista (1970) Bertolucciego.

Marco Bellocchio to naczelny kontestator i anarchista włoskiego kina. Już swoim głośnym debiutem Pięści w kieszeni (1965) zwrócił na siebie uwagę krytyki. Przedstawił w nim rodzinę, której członkowie stanowią istny katalog rozmaitych patologii i wynaturzeń. Dwa kolejne filmy Chiny są blisko (1967) i W imię ojca (1972) dopełniły quasi-autobiograficznej trylogii Bellocchio. Późniejsze sukcesy festiwalowe – m.in. filmami Skok w pustkę (1980), Czas religii (2002) czy Witaj, nocy (2003) – ugruntowały silną pozycję reżysera jako jednego z wiodących autorów kina włoskiego.
Bernardo Bertolucci swoją przygodę z kinem rozpoczął dzięki Pasoliniemu, u którego asystował przy produkcji Włóczykija (1961). Bardzo szybko wykształcił swój własny styl, który charakteryzował się indywidualizacją postaci, a także refleksjami na temat zmian w otoczeniu bohaterów oraz wpływu tych zmian na nich. Często też Bertolucci poruszał tematy polityczne. Jego debiutem reżyserskim była Kostucha (1962), następnie zaś wyreżyserował film Przed rewolucją (1964). Na początku lat 70. zrealizował trzy bardzo ważne dla swojej kariery filmy: nominowanego do Oscara za scenariusz Konformistę (1970), metafizyczną Strategię pająka (1970) oraz skandalizujące Ostatnie tango w Paryżu (1972). Międzynarodową renomę potwierdził epickim Wiekiem XX (1976), przyjętym przez krytykę z rezerwą. W 1987 r. nakręcił w Chinach swój przełomowy film Ostatni cesarz. Okazał się on wielkim przebojem i zdobył aż dziewięć Oscarów, w tym za najlepszy film oraz reżyserię. Od tego czasu Bertolucci stał się specjalistą od kręcenia filmów w egzotycznych sceneriach: Pod osłoną nieba (1990) powstało w Maroku, a Mały Budda (1993) – w Nepalu i Bhutanie. Od drugiej połowy lat 90. reżyser tworzył kino bardziej osobiste i powracał do swej kontestatorskiej przeszłości w filmach Ukryte pragnienia (1996) oraz Marzyciele (2003).

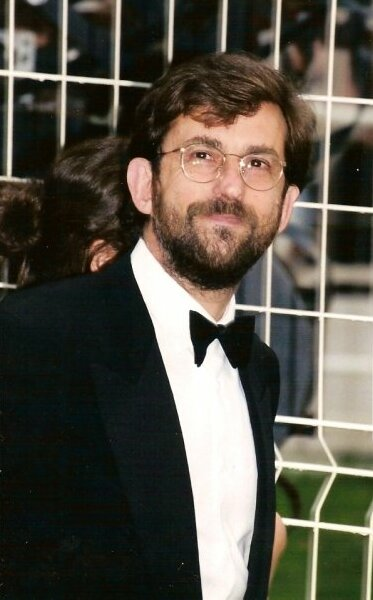
Nanni Moretti

Gianni Amelio po wielu filmach zrealizowanych dla telewizji włoskiej RAI, zadebiutował na dużym ekranie traktującym o terroryzmie Ciosem w serce (1982). Międzynarodową sławę uzyskał dzięki wielokrotnie nagradzanemu filmowi Otwarte drzwi (1990). W swojej twórczości Amelio bardzo często poruszał tematy społeczne. W roku 1992 film Złodziej dzieci zdobył Grand Prix na 45. MFF w Cannes, a także wiele innych nagród. Był to również największy sukces komercyjny w karierze reżysera. Dobrą passę kontynuował Amelio takimi obrazami jak Lamerica (1994), Echa dzieciństwa (1998) czy Klucze do domu (2004).
Nanni Moretti zadebiutował w połowie lat 70. Szybko wzbudził on zainteresowanie swoją osobą – doceniono jego sarkastyczny humor, którym stawia czoła problemom człowieka we współczesnym świecie. Ecce bombo (1978), oprócz potwierdzenia klasy reżysera wśród krytyków filmowych, nieoczekiwanie odniósł także sukces u publiczności. Moretti z powodzeniem występował w swoich filmach (oraz u innych reżyserów) w charakterze aktora. Sporą popularność przysporzyła mu m.in. rola w Idźcie, ofiara spełniona (1985), w którym wcielił się w rolę księdza. Po zdobyciu w 1986 Srebrnego Niedźwiedzia – Nagrody Specjalnej Jury na 36. MFF w Berlinie Moretti poświęcił się filmom dokumentalnym. Triumfalnie powrócił do fabuły autobiograficznym obrazem Dziennik intymny (1993), wyróżnionym za najlepszą reżyserię na 47. MFF w Cannes. W tym i w kolejnych filmach grał postać trudną do odróżnienia od niego samego. Zdobył Złotą Palmę na 54. MFF w Cannes za Pokój syna (2001) o żałobie rodziców po tragicznej śmierci dziecka. W 2006 nakręcił satyrę polityczną Kajman, dla której inspiracją był ówczesny premier Włoch Silvio Berlusconi (reżyser wielokrotnie wyrażał się o nim niepochlebnie). Film, który zaprezentowano publicznie podczas kampanii wyborczej, wzbudził wiele kontrowersji. W opinii niektórych mógł on wpłynąć na późniejszą decyzję Berlusconiego o zrzeczeniu się władzy.

### Lata 90.

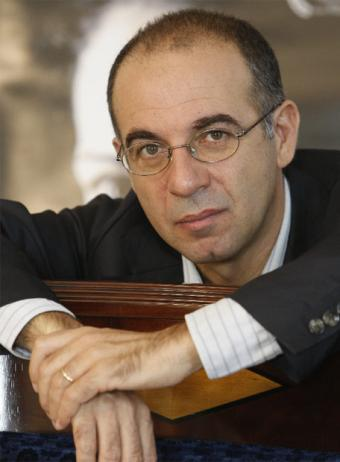
Giuseppe Tornatore

Kryzys twórczy i ekonomiczny, który uderzył w kinematografię włoską w poprzedniej dekadzie zaczął w tym czasie powoli ustępować. Lata 90. uznawane są bowiem za dziesięciolecie pełne sukcesów – nawet pomimo faktu, iż w niektórych gatunkach kino włoskie nie mogło już konkurować z filmami hollywoodzkimi.
Prestiż i sława międzynarodowa wielu reżyserów (m.in. Giuseppe Tornatore oraz Roberta Benigniego) spowodowały powolny powrót kina włoskiego do łask. Pierwsze sygnały odrodzenia tej kinematografii dało się odczuć już pod koniec lat 80. wraz z premierą wybitnego filmu Tornatore Cinema Paradiso (1988), który w 1990 zdobył Oscara dla najlepszego filmu nieanglojęzycznego. Sukces ten został powtórzony dwa lata później przez Śródziemnomorską sielankę (1991) Gabriele Salvatoresa, ironiczny portret grupy włoskich żołnierzy lądujących na greckiej wyspie podczas II wojny światowej. Pomimo obojętnego przyjęcia filmu przez krytykę, stanowił on pozytywny sygnał powrotu kina włoskiego na europejskie i światowe ekrany.

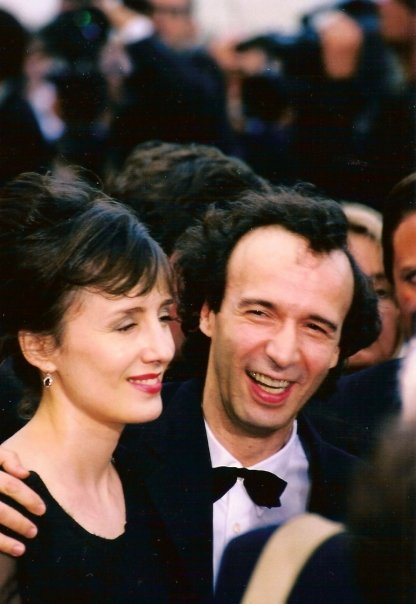
Roberto Benigni i Nicoletta Braschi.

Reżyserskim objawieniem dekady był Gianni Amelio, który dał się poznać szerokiej publiczności jako autor filmu Otwarte drzwi (1990), a potwierdził swoje umiejętności obrazami Złodziej dzieci (1992, Grand Prix na 45. MFF w Cannes), Lamerica (1994) i Echa dzieciństwa (1998, Złoty Lew na 55. MFF w Wenecji).
Doceniono twórczość Nanniego Morettiego, którego autorskie kino było nadal niezwykle szczere i osobiste. Dziennik intymny (1993) nagrodzono za najlepszą reżyserię na 47. MFF w Cannes, a Aprile (1998) również spotkał się z życzliwym przyjęciem.
Należy też pamiętać o sukcesie filmu Listonosz (1994) Brytyjczyka Michaela Radforda, który nominowano do pięciu Oscarów, w tym za najlepszy film i dla najlepszego aktora (Massimo Troisi). Ostatecznie obraz ten zdobył jedną statuetkę za muzykę skomponowaną przez Luisa Bacalova.
Niemniej ważne filmy z tego okresu to także ostatni obraz Federico Felliniego Głos księżyca (1990), Lata dzieciństwa (1993) Roberto Faenzy, Natarczywa miłość (1995) Mario Martone, Bez skóry (1994) Alessandro D'Alatriego, którym popularność zdobył aktor Kim Rossi Stuart.

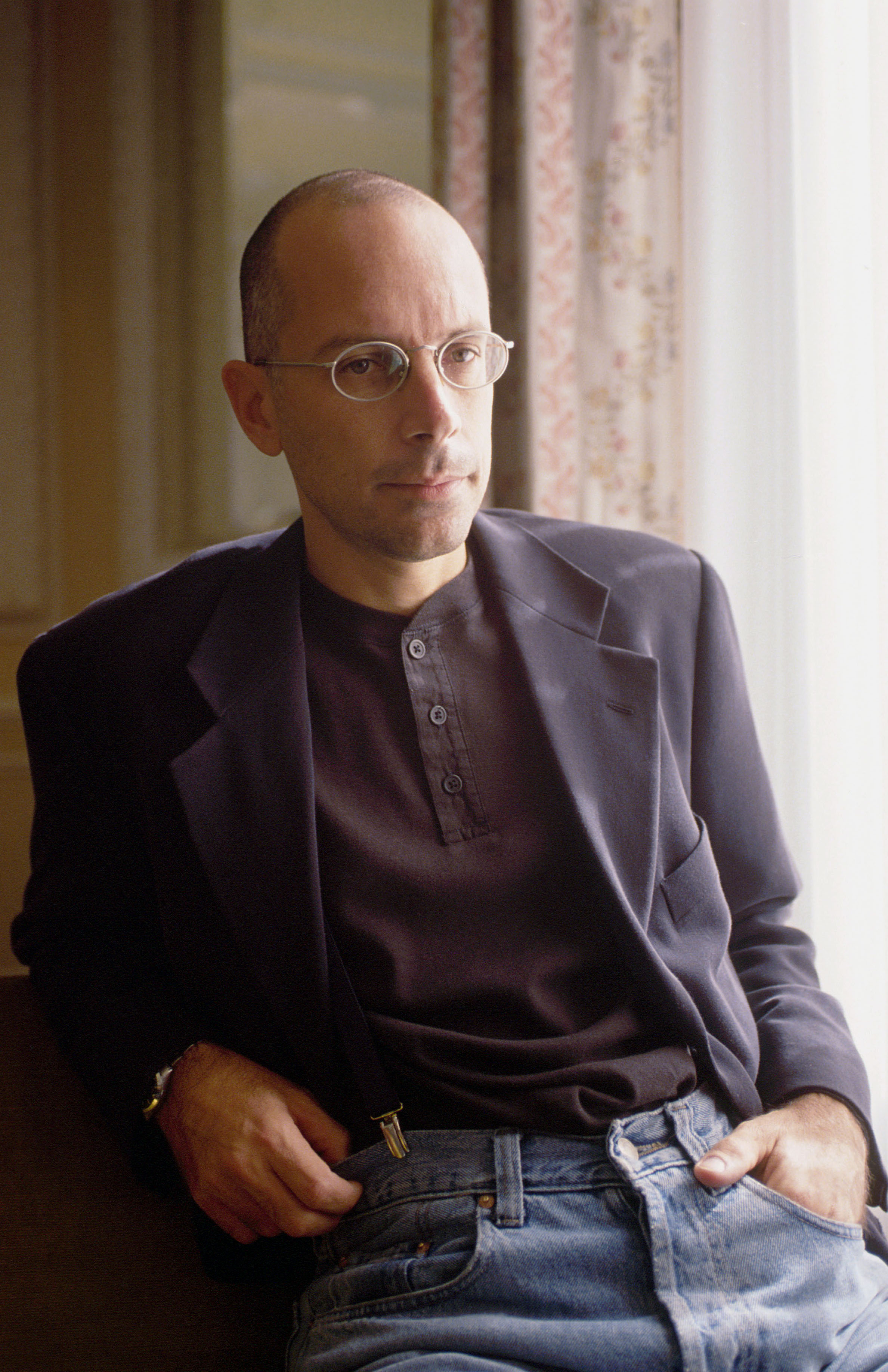
Gabriele Salvatores

Odrodziła się również komedia. Szczególnie dużym sukcesem cieszyły się, jak w poprzedniej dekadzie, filmy Massimo Troisiego i Carlo Verdone. Z wielkim entuzjazmem spotkała się także twórczość Paolo Virzìego, zwłaszcza Ból dorastania (1997). Publiczność doceniła również reżysera Leonardo Pieraccioniego, szczególnie za Cyklon (1996). Z kolei Gabriele Salvatores, po Oscarze za Śródziemnomorską sielankę (1991), kontynuował karierę filmami Puerto Escondido (1992) oraz Sud (1993).
Za niezwykle ważne uważa się również słodko-gorzkie filmy Silvio Soldiniego – reżysera włosko-szwajcarskiego, którego trudno przyporządkować jednoznacznie do określonego gatunku. Wśród jego najbardziej popularnych filmów należy wspomnieć Rozdartą duszę (1993) i Akrobatkę (1997).
Z innych debiutantów tego okresu nie można zapomnieć o Mimmo Caloprestim, reżyserze filmu Drugi raz (1995) z Nannim Morettim w roli głównej. Potwierdził on swój talent kolejnym obrazem La parola amore esiste (1998).
W ostatnich latach dziesięciolecia Gianni Amelio zdobył Złotego Lwa na 55. MFF w Wenecji za Echa dzieciństwa (1998), a Bernardo Bertolucci wrócił do reżyserii filmem Rzymska opowieść (1998). Przebił ich jednak wszystkich Roberto Benigni głośnym hitem Życie jest piękne (1997). Toskański reżyser, wcześniej znany jako komik, zrealizował swój najbardziej ambitny film – satyrę na włoski okres faszyzmu, której akcję osadził w obozie koncentracyjnym. I do tego udała mu się zabawna i wzruszająca komedia. Film ten zdobył wiele nagród, w tym trzy Oscary – za najlepszy film zagraniczny, za najlepszą muzykę (Nicola Piovani) oraz dla najlepszego aktora (sam reżyser Roberto Benigni).

## Gatunki filmowe
Wysoki poziom rozwoju kinematografii włoskiej, wysokie fundusze oraz walory artystyczne filmów włoskich spowodowały po II wojnie światowej wzrost zainteresowania Włoch. Filmy włoskich twórców, mimo niezbyt zazwyczaj przychylnych ocen krytyki, zdobyły szeroką rzeszę fanów. Tworzone przez włoskich autorów gatunki były zróżnicowane, i bardzo często umiejętnie ze sobą zmieszane. To właśnie autorzy włoscy stworzyli wiele gatunków filmowych, bez których nie wyobrażamy sobie dzisiaj kina, podejmując także próby w gatunkach zaczerpniętych zza granicy. Oto lista najważniejszych:

### Melodramat
Na przełomie lat 40. i 50. XX w., obok „czystego i właściwego” neorealizmu rozwinął się także gatunek nazywany neorealismo d’appendice. Określenie to odnosiło się do melodramatów, które miały za zadanie wzruszyć widza, w związku z czym zyskały potoczną nazwę wyciskaczy łez. Filmy te zyskały wielką popularność, a w samej Italii cieszyły się zainteresowaniem już od epoki kina niemego.
Obrazy te posiadały bardzo prostą fabułę i opowiadały zazwyczaj historię nieszczęśliwie zakochanej pary, która jednak z jakichś względów nie może być razem. Mimo wielu przeszkód historie te niemal zawsze kończyły się happy endem. Bohaterowie tego typu filmów stawali najczęściej w opozycji. Fabuła opierała się na rywalizacji bohaterów „dobrych” i „złych”. Bardzo często na końcu filmu ci drudzy przechodzili wewnętrzną przemianę, stając się „dobrymi”. Tego typu filmy uznawane są za protoplastów południowoamerykańskiej telenoweli.

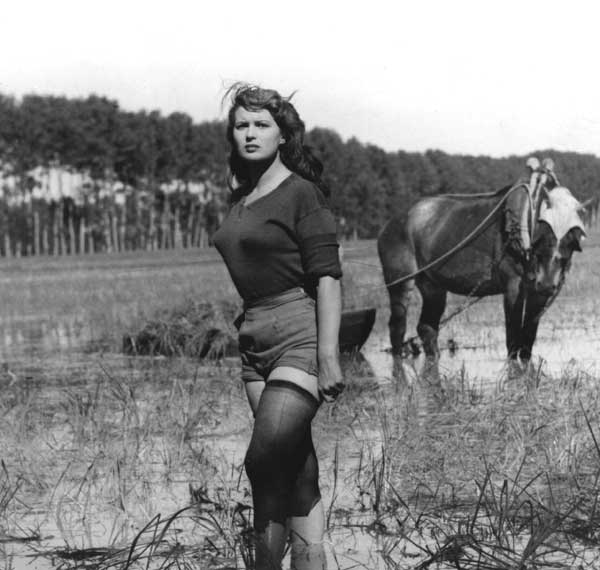
Silvana Mangano w filmie Gorzki ryż (1949) Giuseppe De Santisa.

Melodramaty te były zazwyczaj dość chłodno odbierane przez krytykę, która zaczęła doceniać ten gatunek dopiero w latach 70.. Jednakże zawsze cieszyły się one bardzo dużym powodzeniem i zainteresowaniem publiczności.
Za mistrza tego gatunku uznaje się Raffaello Matarazzo, który nakręcił serię melodramatów w latach 1949–1958. W swoich filmach często obsadzał główne role duetem Amedeo Nazzari i Yvonne Sanson, którzy do dziś uchodzą za symbole tego typu filmów. Inni reżyserzy tworzący filmy z tego gatunku to m.in.: Mario Bonnard, Carmine Gallone, Aldo Vergano, a także Sergio Corbucci w początkowej fazie swojej kariery. Również neorealistyczny reżyser Alberto Lattuada związał się na krótko z tym gatunkiem, kręcąc film Anna (1951). Odtwórczyni głównej roli Silvana Mangano przyczyniła się do nieprawdopodobnego sukcesu komercyjnego – Anna była pierwszym filmem, który zanotował dochody przekraczające miliard lirów (największe przychody we Włoszech w latach 1951–1952) i został zdubbingowany na język angielski.
Wielki entuzjazm w stosunku do melodramatycznych historii w latach 50. i na początku lat 60. zaczął jednak później powoli gasnąć na rzecz innych gatunków. Wobec tego stanu rzeczy już w połowie lat 60. twórcy zaprzestali niemal zupełnie tworzenia melodramatów.
Innym pokrewnym gatunkiem, który odniósł duży sukces (głównie w końcówce lat 60.) był tzw. lacrima-movie (od wł. lacrima – łza), mający swoje korzenie w popularnych w latach 50. wyciskaczach łez. W odróżnieniu od właściwych melodramatów, filmy z gatunku lacrima posiadały jedną zasadniczą cechę – niemal zawsze kończyły się w sposób tragiczny. Przeważnie opowiadały one historie dzieci (granych przez młodych aktorów, jak np. symbol tego gatunku Renato Cestiè) oraz ich często surowych, ubogich lub chorych rodziców. Nierzadko filmy te opowiadały historię pary pogrążonej w kryzysie, która odzyskuje łączące ją kiedyś uczucie. Zakończenie było nieszczęśliwe – następowało rozdzielenie członków rodziny albo śmierć któregoś z nich. Sztandarowym filmem tego gatunku był Niezrozumiany (1966) Luigiego Comenciniego.

### Widowisko biblijne

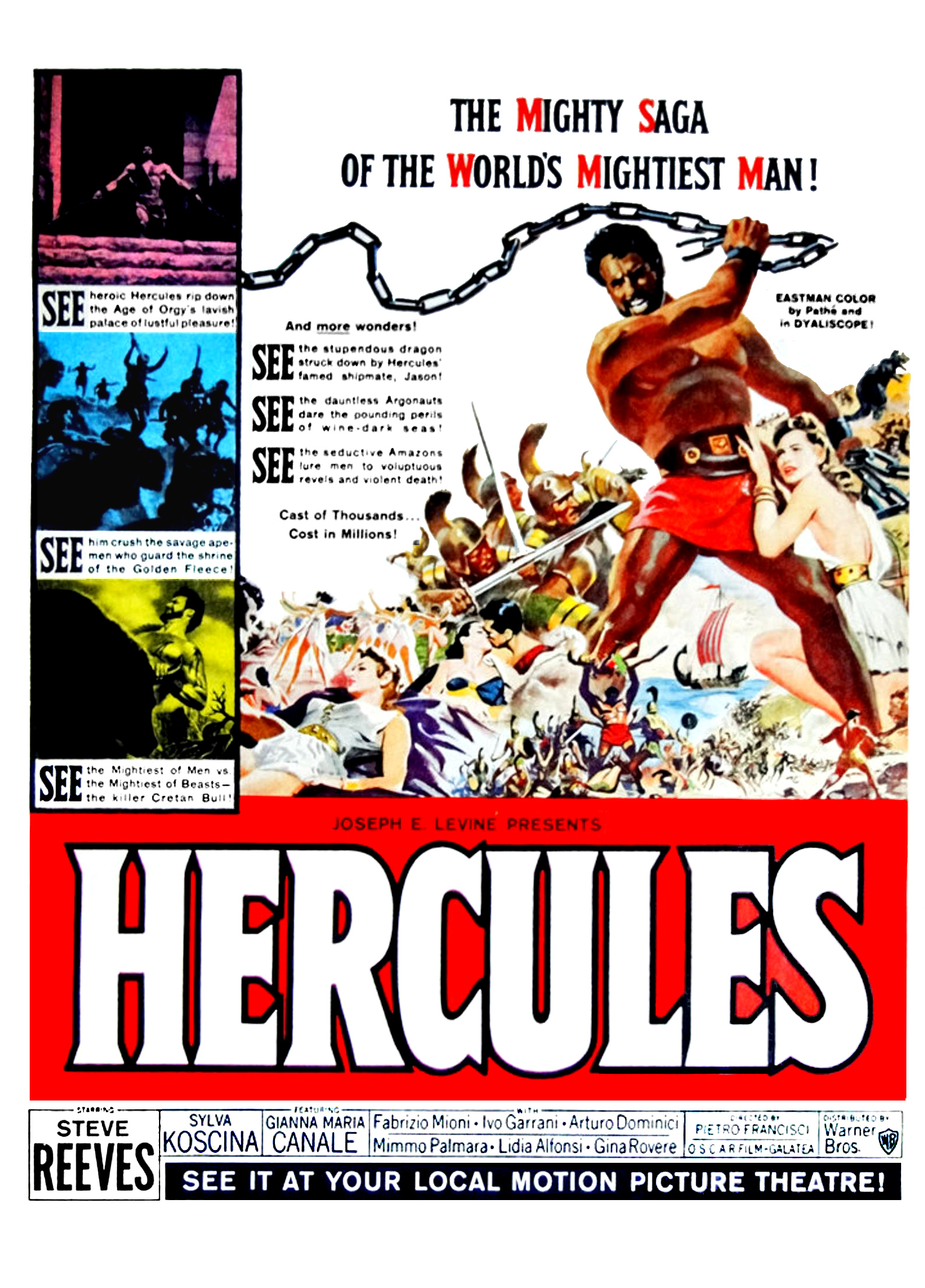
Plakat do Herkulesa (1958) Pietra Francisciego.

Wielkim sukcesem komercyjnym cieszyły się w latach 50. oraz 60. filmy z gatunku nazwanego peplum. Filmy te osadzone były w erze antycznej i ekranizowały wydarzenia mitologiczne lub biblijne. Bez wątpienia twórcy włoscy rozpoczęli tworzyć filmy z tego gatunku na bazie wielkiego sukcesu jakie na całym świecie odniosły filmy hollywoodzkie – m.in. Quo vadis (1951) oraz Ben Hur (1959). Filmy te opowiadały również historię zmagań herosów, takich jak Herkules czy Samson, w walce o oswobodzenie narodów lub kobiet w niebezpieczeństwie. Bardzo często filmy tego rodzaju obsadzane były przez aktorów posiadających w przeszłości doświadczenie kulturystyczne, takich jak: Gordon Scott, Steve Reeves czy Brad Harris.
Po dziesięciu latach wielkich sukcesów od początku lat 60. filmy te zaczęły tracić swoją widownię na rzecz horrorów z powodu znudzenia widowni filmami tego rodzaju.
Analogicznie do peplum rozwijał się także gatunek filmów „płaszcza i szpady” w których dzielni bohaterowie zmagali się z przeciwnościami losu w średniowieczu lub Odrodzeniu. Krytyka nie odnosiła się życzliwie ani do jednego ani do drugiego gatunku, twierdząc że obydwa nie mają żadnego celu – poza tym komercyjnym.

### Western
W tym samym okresie swoje największe sukcesy święcił także inny gatunek – spaghetti western. Terminem tym określa się filmy o gatunku western, kręcone przez włoskich twórców (stąd nazwa) najczęściej w Hiszpanii, w których to występowali nie tylko aktorzy włoscy, ale również nie cieszący się jeszcze wtedy zbyt wielką popularnością Amerykanie, wśród których zdecydowanie najbardziej wyróżniającą się była osoba Clinta Eastwooda.
Sergio Leone jest uznawany za prekursora tego gatunku. Jego sztandarowym wkładem w historię kina jest tzw. trylogia dolarowa, na którą składają się: Za garść dolarów (1964), Za kilka dolarów więcej (1965), Dobry, zły i brzydki (1966). Leone kontynuował ją dalszymi sukcesami, jak Pewnego razu na Dzikim Zachodzie (1968) czy Garść dynamitu (1971). Reżyser ten za życia był niedoceniany przez krytykę filmową, dziś uznawany jest zaś na całym świecie za jednego z największych mistrzów kina gatunkowego.

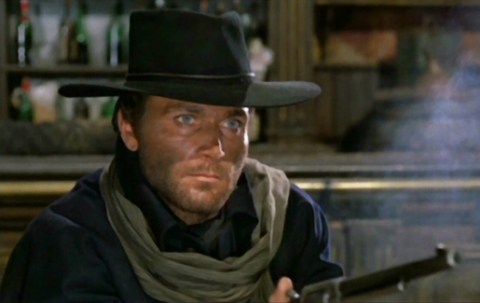
Franco Nero w Django (1966) Corbucciego.

Światowy sukces filmów Leone otworzył drogę dla innych obrazów naśladujących obrazy syna Roberto Robertiego. Filmów tego rodzaju powstało niemal 500. Niemal wszystkie były przeciętne – poza nielicznymi wyjątkami. Wśród nich należy wymienić: Człowiek zwany Ciszą (1969) w reżyserii Sergia Corbucciego, Colorado (1967) oraz Twarzą w twarz (1967) stworzone przez Sergia Sollimę, Gringo (1966) Damiano Damianiego, Keoma (1976) Enzo G. Castellariego, a także Czas masakry i Czterech jeźdźców Apokalipsy Lucia Fulciego.
Bardzo popularne były również filmy tworzone przez Enzo Barboniego. (występującego pod pseudonimem E.B. Clucher). Filmy tego twórcy możemy zaliczyć zarówno do gatunku westernu, jak i komedii. Wśród aktorów występujących w tych obrazach wyróżnić można takich jak: Bud Spencer, Terence Hill (pseudonimy artystyczne włochów Carlo Pedersoliego oraz Mario Girottiego). Wśród filmów tych wyróżnić można: Lo chiamavano Trinità... (1970), a następnie ...continuavano a chiamarlo Trinità (1972. Ten ostatni w latach 1971–1972 zanotował największe przychody ze sprzedaży biletów we Włoszech. W roku 1973 powstał film Nazywam się Nobody: słynny i ciekawy obraz z Henrym Fondą w jednej z głównych ról.

### Horror i thriller

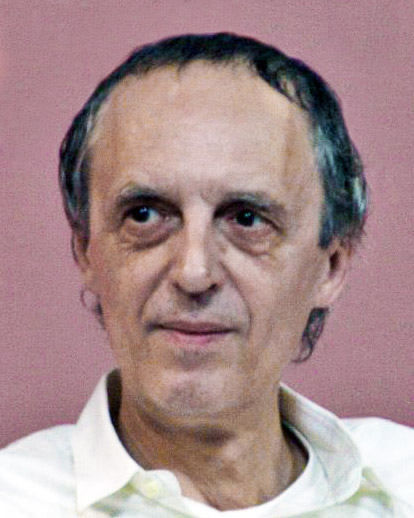
Dario Argento

W kinie światowym coraz większe znaczenie zyskiwały filmy mające wywoływać w widzu skrajne emocje – takie jak horror czy thriller. Także reżyserzy włoscy podejmowali swoje próby w tworzeniu tych gatunków. Najwięcej zasług w tej dziedzinie mają dwaj reżyserzy – Mario Bava oraz Dario Argento. Pierwszy z nich – początkowo operator filmowy – dał się poznać jako reżyser wysokiej klasy, wyrafinowanych horrorów o ciekawej fabule. Wśród jego najważniejszych dzieł wymienić należy Maska szatana (1960), La frusta e il corpo (1962), Operacja strach (1966), Czarne święto (1965), Cani arrabbiati, a także Krwawy obóz (1971).

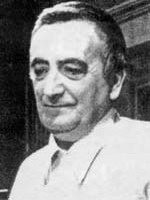
Mario Bava

Dario Argento, uznawany za kontynuatora stylu Bavy, dokonał przejścia horroru na poziom bardziej masowy. Jego filmy oscylowały pomiędzy gatunkami thrillera a horroru z wieloma wątkami fantastyki. Filmy Argento zyskały szeroką widownię, a wśród tych najważniejszych wymienia się dzisiaj takie tytuły jak: Ptak o kryształowym upierzeniu (1970), Głęboka czerwień (1975), Odgłosy (1977), Inferno (1980), Ciemności (1982) i Fenomeny (1985).
W latach 60. oraz 70. wśród wielu twórców włoskich tworzenie horrorów było bardzo modne. Wśród wielu stworzonych filmów wiele dzisiaj uznawanych jest za istotne z globalnego punktu widzenia – wpłynęło bowiem na kształt tego gatunku takim jakim jest teraz. Wśród najważniejszych włoskich twórców tego gatunku wymienia się: Antonio Margheritiego (Danza macabra, Contronatura), Riccardo Fredę (L'orribile segreto del dr. Hichcock, Lo spettro), Lucia Fulciego (Nie torturuj kaczuszki, Hotel siedmiu bram), Pupiego Avatiego (Dom śmiejących się okien, Zemsta żywych trupów), Ubaldo Ragonę (Ostatni człowiek na Ziemi), Francesco Barillego (Il profumo della signora in nero), Sergia Martino (Lo strano vizio della signora Wardh, Torso), Ruggera Deodato (Dom na skraju parku), Pasquale Festa Campanile (Autostop), Aldo Lado (La corta notte delle bambole di vetro, Kto widział jej śmierć? ), Massimo Dallamano (Il medaglione insanguinato, Cosa avete fatto a Solange?), a nawet film autorstwa Federico Felliniego, który eksperymentował z tym gatunkiem dzięki wyreżyserowaniu epizodu Toby Dammit w filmie nowelowym Historie niesamowite (1968).
W latach 70. twórcy horrorów włoskich szczególnie często sięgali do zaczerpniętego z USA mrożącego krew w żyłach widzów gatunku dreszczowca rozpoczynając prąd bardzo źle odbierany przez współczesną mu krytykę, ale z biegiem lat doceniony.
Wśród filmów tych kilka zyskało zainteresowanie międzynarodowe. Jednym z nich jest sięgający do wątków kanibalistycznych film Umberto Lenziego Człowiek z głębokiej rzeki (1972). Pomysł lokowania fabuły horrorów w scenerii egzotycznej okazał się bardzo popularny. W następnych latach powstało wiele takich filmów. Przykładami są Góra boga kanibali (1978) (reż. Sergio Martino), Zjedzeni żywcem (1989) Cannibal Ferox – Niech umierają powoli (1980) (reż. Umberto Lenzi), Emanuelle i ostatni kanibale (1977), Ludożerca, reż. Joe D’Amato) oraz Nadzy i rozszarpani (reż. Ruggero Deodato), wydany w roku 1980. Ten ostatni film wywołał olbrzymią dyskusję na temat granic przedstawianej w filmach brutalności.
Także inne filmy z tego gatunku bardzo często z powodu okrucieństwa budziły zainteresowanie cenzury. W latach 80. zostało wyprodukowanych bardzo dużo filmów niskiej klasy (określanych wtedy mianem „klasy Z”) – bardzo często inspirowanych przez kultowe filmy zza oceanu. Niska klasa tych filmów, a niejednokrotnie zabawność scen które w zamierzeniu twórców miały wywoływać strach, z biegiem lat zyskała szerokie grono miłośników.

### Film erotyczny

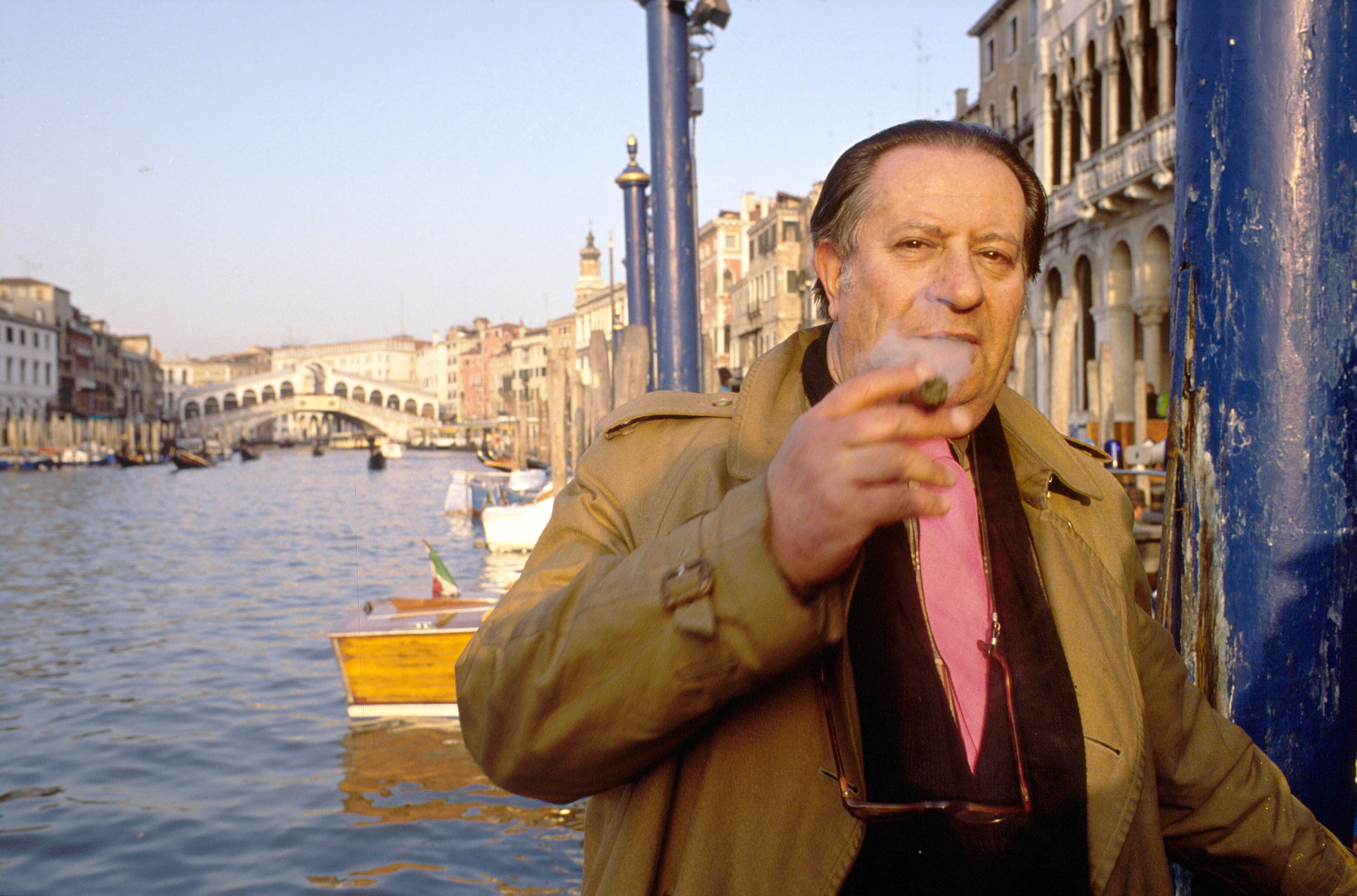
Tinto Brass

W latach 70. z powodu cenzury, zmiany gustów widowni, a przede wszystkim z powodu chęci uzyskania sukcesu komercyjnego przy jak najniższym koszcie produkcji filmu, oprócz popularnej komedii w stylu włoskim, rozwinął się znacznie gatunek komedii erotycznej. W tym gatunku (przynajmniej w początkowej fazie swojej kariery) dużą popularnością cieszyli się tacy aktorzy jak: Lino Banfi, Massimo Boldi, Diego Abatantuono, Gloria Guida, Barbara Bouchet, Edwige Fenech oraz Serena Grandi.
W latach 70. oraz 80. wiele z produkowanych komedii charakteryzowało się wysoką wulgarnością i niezbyt wysokim poziomem prezentowanych gagów. Filmy te, nazwane zostały zwrotem filmy klasy Z (od trash – ang. śmieć). Wśród aktorów występujących w tego typu filmach należy wymienić takich jak Alvaro Vitali oraz Tomás Milián.
Zarówno jedne, jak i drugie nie cieszyły się rzecz jasna wysokim sukcesem wśród krytyki z tego okresu. Wbrew pozorom, niemal zawsze odnosiły one jednak wysoki sukces komercyjny.
Jedynym reżyserem włoskim, który odniósł w filmie erotycznym prawdziwy i trwały sukces był Tinto Brass. W latach 70. wyreżyserował on kilka wielkich produkcji takich jak Salon Kitty (1976) czy Kaligula (1979). W kolejnej dekadzie odniósł sukces filmem Klucz (1983) ze Stefanią Sandrelli w roli głównej. Reżyser ten kontynuował w latach późniejszych tworzenie filmów różnych gatunków – komedii, dramatów czy filmów historycznych – jednak zawsze z elementami erotyki.

### Kryminał
Następnym gatunkiem który odniósł wielki sukces w latach 70. są filmy kryminalne. Najczęściej filmy te opowiadały historię funkcjonariuszy publicznych w zmaganiach przeciw terrorystom, przestępcom i kryminalistom. Te dynamiczne filmy toczyły się najczęściej w samym sercu wielkich miast – m.in. w Rzymie, Mediolanie, Neapolu, Turynie, Palermo oraz Genui. Bohaterami mogły być także osoby cywilne w jakiś sposób (najczęściej przypadkowy) znajdujący się w centrum akcji. Czasem również musiały one podejmować działania przeciw przestępcom na własną rękę.
Filmy te, pełne akcji i przemocy, niejako odnosiły się do rzeczywistości tamtych lat. Włochy były w tamtym okresie państwem bardzo niespokojnym, a na ulicach szerzyła się przestępczość zorganizowana. Filmy te atakowały w bardziej lub mniej wyraźny sposób system sprawiedliwości funkcjonujący we Włoszech, uważany wtedy za nieskuteczny. Filmy te nie wzbudzały pozytywnych emocji wśród krytyki swojego okresu, która to posuwała się w tej krytyce tak daleko, że filmy te określała mianem faszystowskie. Krytycy twierdzili, że wszyscy bohaterowie oraz fabuła każdego filmu niczym się nie różnią. Filmy te wzbudzały jednak zainteresowanie publiczności na całym świecie.
Także w tym gatunku można wyróżnić kilku sztandarowych reprezentantów. Wielu aktorów i reżyserów spaghetti westernów odnajdywało się – z racji podobnej tematyki – wspaniale w filmach kryminalnych. Za najlepszych reżyserów tego rodzaju uważa się: Umberto Lenzi, Stelvio Massi, Fernando Di Leo oraz Enzo G. Castellari, podczas gdy w głównych rolach w wielu filmach obsadzani byli Maurizio Merli, Franco Nero, Gastone Moschin, Tomás Milián, Ray Lovelock, John Saxon. Wielkie dzieła tego gatunku jak Milano calibro 9, La mala ordina, Il boss, Il cittadino si ribella, La polizia incrimina, la legge assolve, Roma violenta e Napoli violenta ostatnio zostały docenione przez tę samą krytykę która wyrażała a onich kiedyś tak niepochlebne opinie. Głównym powodem tego stanu rzeczy jest Quentin Tarantino, który to określił się ostatnio wielkim fanem tych filmów.
Tak jak w przypadku spaghetti-westernów, tak i filmy kryminalne spowodowały rozwój filmów komediowo-kryminalnych, będących parodią właściwego gatunku. W filmach tych niejednokrotnie brali udział ci sami aktorzy i reżyserzy.
Sukces filmów kryminalnych był wielki, jednak w wyniku wielu produkcji, które w konsekwencji znudziły widownię, trwał krótko. Zaprzestano ich produkcji w połowie lat 80.

### Science fiction
Mimo iż fakt ten nie jest powszechnie znany, to należy wspomnieć, iż także włoscy twórcy filmowi próbowali swoich sił w gatunku science fiction. Filmy te – tworzone za zdecydowanie mniejsze pieniądze niż te hollywoodzkie, tworzone były głównie w celu artystycznym. Z racji ograniczonych funduszy nie można było sobie w nich pozwolić na wybitne efekty specjalne. Nie biorąc pod uwagę nielicznych filmów powstałych jeszcze w epoce kina niemego filmy fantastycznonaukowe rozwinęły się począwszy od lat 50. głównie dzięki reżyserom takim jaks Paolo Heusch (La morte viene dallo spazio z roku 1958) oraz Riccardo Freda (Caltiki – nieśmiertelny potwór z roku 1959. W latach 60. przede wszystkim do rozwoju tego gatunku we Włoszech przczynił się Antonio Margheriti realizując takie filmy jak Space Men (1960) oraz I diafanoidi vengono da Marte (1965). Filmy te, mimo niskich kosztów produkcji oraz słabych efektów specjalnych posiadały dość wysoki poziom – prezentowano je także z powodzeniem za granicą. Dzięki sukcesowi tych filmów do głosu doszli także specjalizujący się w tym gatunku reżyserzy: Ubaldo Ragona, Carlo Ausino, Pietro Francisci oraz mistrz tworzenia horrorów Mario Bava (Planeta wampirów, 1965). Filmy włoskie w rzeczywistości bardzo często łączyły obydwa te gatunki.
Również wielu twórców kina autorskiego prezentowało w swoich filmach wątki fantastycznonaukowe, m.in.: Elio Petri filmem Dziesiąta ofiara (1965) z Marcello Mastroiannim i Ursulą Andress, a także Marco Ferreri obrazem Męskie nasienie (1969). W latach 60. i 70. wątki fantastycznonaukowe bardzo często występowały obok tych satyrycznych czy społecznych.
Wśród najbardziej znanych reprezentantów tego gatunku bardzo często cytuje się film Starcrash z roku 1978 w reżyserii Luigi Cozziego, wydanego w niedalekim przedziale czasowym od Gwiezdnych wojen George Lucasa oraz nazywany włoską odpowiedzią na hollywoodzki film, mimo iż w rzeczywistości stanowił na standardy hollywoodzkie film klasy B.
Począwszy od lat 90. filmy o tej tematyce niemal całkowicie zaprzestały być produkowane. Jednym z nielicznych wyjątków jest film Nirvana z roku 1997 wyreżyserowany przez Gabriele Salvatoresa, który to jest najdroższym filmem w historii tego gatunku we Włoszech, jak i tym, który odniósł największy sukces komercjalny.

### Film szpiegowski

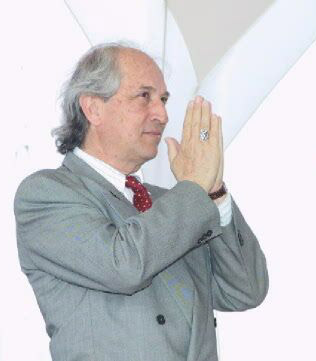
Operator Vittorio Storaro, trzykrotny laureat Oscara.

Filmy szpiegowskie były gatunkiem popularnym we Włoszech między latami 60. a połową lat 70. Pomiędzy rokiem 1965 a 1967 powstało niemal 50 filmów fantastyczno-szpiegowskich powstałe na fali wielkiego sukcesu filmów z serii James Bond, w tamtym okresie granym przez Seana Connery’ego.
Filmy te realizowano niemal zawsze w bardzo krótkim czasie przy niskim koszcie produkcji. Posiadały one również bardzo niską jakość artystyczną. Opowiadały niemal zawsze misje tajnych agentów przeciwko terroryzmowi międzynarodowemu oraz szalonych naukowców
chcących przejąć kontrolę nad światem. Główni bohaterowie niemal zawsze posiadali pseudonimy, które odnosiły się w jakiś sposób do słynnego 007 noszonego przez Jamesa Bonda – na przykład 077 czy 008. Niejednokrotnie także w głównych rolach obsadzane były kobiety, które w przeszłości odtwarzały role tzw. bond-girl
Wśród kilku prekursorów tego gatunku we Włoszech można wymienić film Lotte nell'ombra (1938) reżysera Domenico Gambino oraz La casa senza tempo Andrea Forzano, zrealizowany w 1943 film propagandy faszystowskiej.

### Musical
Kinematografia włoska niemal nigdy nie inwestowała w musical (jedynym filmem z tego gatunku jest Karuzela neapolitańska z roku 1953, w której jedną z głównych ról odtwarzała Sophia Loren). Począwszy od końcówki lat 50. do końcówki lat 60. bardzo popularnym był za to gatunek zwany musicarelli, czyli filmy niemal zawsze komediowe, o charakterze sentymentalnym, w których to główne role odgrywali najbardziej popularni śpiewacy i piosenkarzy włoscy. Wystąpili w nich między innymi Little Tony, Rita Pavone, Gianni Morandi, Caterina Caselli, Domenico Modugno, Claudio Villa, Bobby Solo, Iva Zanicchi, Al Bano, Adriano Celentano, Mina i wiele innych) śpiewali swoje największe przeboje (bardzo często filmy te były interpretacjami wideo ich największych przebojów). Wśród najbardziej popularnych filmów tego gatunku są: In ginocchio da te z Giannim Morandi oraz Rita la zanzara z Ritą Pavone.

### Film animowany
Mimo iż Włochy nie posiadają wielkiej tradycji produkcji filmów animowanych, na przestrzeni lat powstało w tym kraju kilku wartych uwagi filmów z tego gatunku. Pionierem kina animowanego nad Tybrem był Francesco Guido, lepiej znany jako „Gibba”. W 1946 zrealizował on pierwszy film animowany kina włoskiego: L'ultimo sciuscià, o tematyce neorealistycznej, zaś w następnym dziesięcioleciu zrealizował długometrażowe Rompicollo oraz I picchiatelli we współpracy z Antonio Attanasi. W latach 70. po wielu filmach dokumentalnych, wrócił do animacji z filmem Il racconto della giungla.
Warte wspomnienia są także dzieła malarza – Emanuele Luzzati, który po eksperymentach krótkometrażowych, zrealizował w 1976 roku uznawany we Włoszech za klasyk tego gatunku: Il flauto magico, który oparty był na dziele Mozarta. Zainteresowanie międzynarodowe włoskim kinem animowanym wzbudził jednak dopiero wyprodukowany przez Bruno Bozzetto długometrażowy West and Soda (1965). Ta parodia Westernu została doceniona zarówno przez krytykę, jak i przez publiczność. Sukcesem zakończyła się również produkcja filmu będącego parodią filmu o superbohaterach Vip – Mio fratello superuomo (1968). Bozzetto po wielu latach przerwy na produkcję głównie filmów krótkometrażowych wrócił do długiego metrażu z uznawanym za swój najbardziej ambitny film: Allegro non troppo (1977).
W następnym dziesięcioleciu włoska kinematografia animowana wydaje się wejść w nową, lepszą epokę a to za sprawą turyńskiego studia Lanterna magica, która w roku 1996, z reżyserem Enzo d'Alò, zrealizowała film Błękitna strzała, który to odniósł wielki sukces komercyjny. Sukces filmu otworzył drzwi przed innymi filmami długometrażowymi. W roku 1998, po dwóch latach pracy, został wydany film La gabbianella e il gatto. Film ten cieszył się wielkim sukcesem, i wydawał się otwierać przed animacją włoską nowe perspektywy.
Innymi wartymi wspomnienia powstałymi w późniejszym okresie filmami animowanymi są Momo alla conquista del tempo (2001), Opopomoz (2003), Aida degli alberi (2001), Totò Sapore e la magica storia della pizza (2003), Pszczółka Julia – pierwszy film animowany zrealizowany w całości przez włoski zespół twórców, Winx Club: Magiczna przygoda 3D – pierwszy film trójwymiarowy, zaś w roku 2012 Enzo d'Alò wyprodukował film Pinocchio.

## Aktorzy włoscy

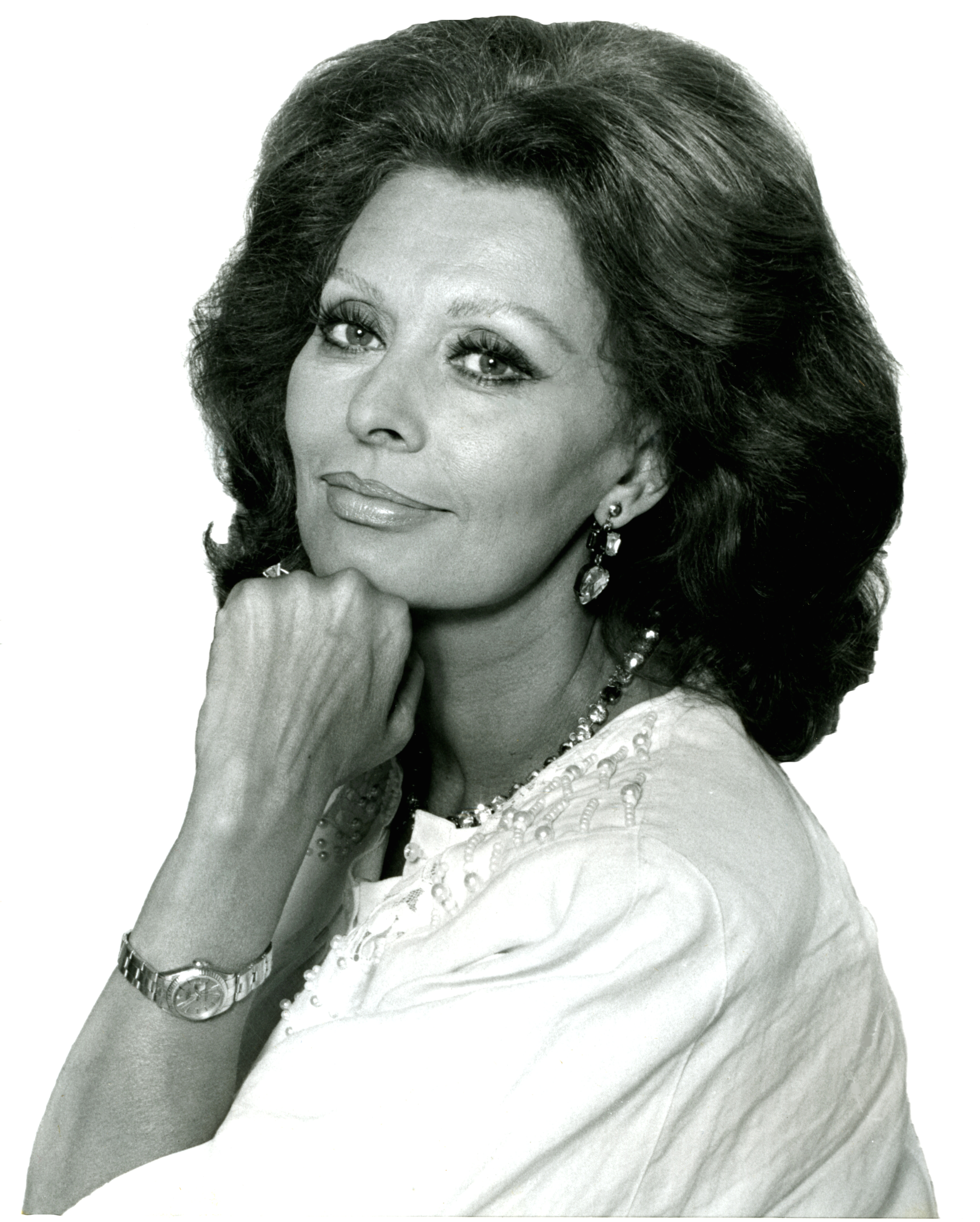
Sophia Loren

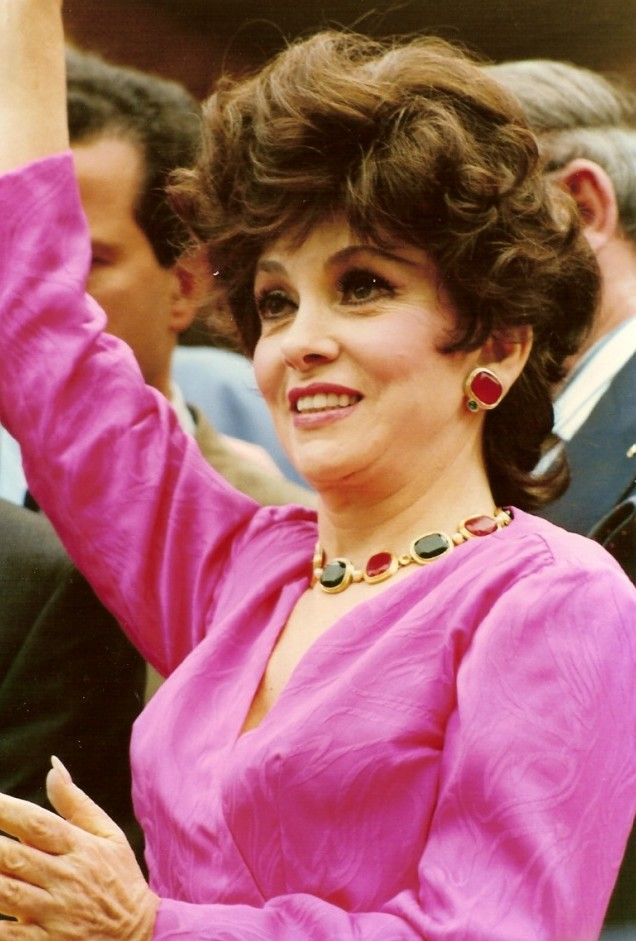
Gina Lollobrigida

Obok reżyserów oraz gatunków kinematograficznych elementem, który bez wątpienia przyczynił się do wielkiego znaczenia kina włoskiego na przestrzeni lat są doskonali aktorzy. Pierwszymi prawdziwymi gwiazdami kina włoskiego byli aktorzy i aktorki jeszcze epoki kina niemego. Za największe osobistości tego okresu uznawani są: Mario Bonnard, Emilio Ghione, Francesca Bertini oraz Lyda Borelli.
W latach 20. w wyniku kryzysu nie było aktorów ani aktorek, których można byłoby nazwać gwiazdami w pełnym tego słowa znaczeniu. Aktorzy na lepsze lata musieli czekać aż do roku 1939. Może to zabrzmieć dwuznacznie (zwłaszcza, że w tym roku rozpoczęła się też II wojna światowa), ale włoscy aktorzy tego okresu powrót swojego zawodu do gwiazdorskiej rangi zawdzięczają rządzącym wtedy faszystom. To oni uchwalili prawo, według którego włoskie kino uległo wielkiemu rozwojowi. W okresie powojennym największym poważaniem cieszyli się następujący aktorzy: Massimo Girotti, Amedeo Nazzari, Gino Cervi, Mario Ferrari, Rossano Brazzi, Raf Vallone oraz Osvaldo Valenti. Wśród kobiet największe nazwiska tego okresu to: Isa Miranda, Anna Magnani, Clara Calamai, Alida Valli, Giulietta Masina, Valentina Cortese, Elsa Merlini, Doris Duranti, Maria Denis oraz Luisa Ferida. Niektórzy z ww. aktorów (Miranda, Valli, Masina, Cortese, Brazzi) byli rozpoznawalni również na poziomie międzynarodowym. Część z nich próbowała swoich sił także w Hollywood, jednak przeważnie bez większych rezultatów.
Od końca lat 40. do schyłku lat 50. aktorzy włoscy – dzięki modnemu na świecie neorealizmowi – czerpali profity z wysokiej pozycji kina włoskiego na świecie. Wśród kobiet – obok Magnani, Cortese i Valli (jedyne aktorki, które kontynuowały swoją pracę także po obaleniu reżimu faszystowskiego) pozycję gwiazdy zajęły Gina Lollobrigida, Silvana Mangano, Lucia Bosé, Eleonora Rossi Drago, Silvana Pampanini, a przede wszystkim Sophia Loren. Wszystkie wymienione aktorki zyskały wielką popularność tak we Włoszech, jak i poza granicami kraju. Jedynie Loren i Lollobrigida zdołały jednak odnieść długotrwały sukces na poziomie międzynarodowym. Wśród aktorów obok Brazziego światową sławę zdobyli Vittorio Gassman, Marcello Mastroianni oraz Nino Manfredi.

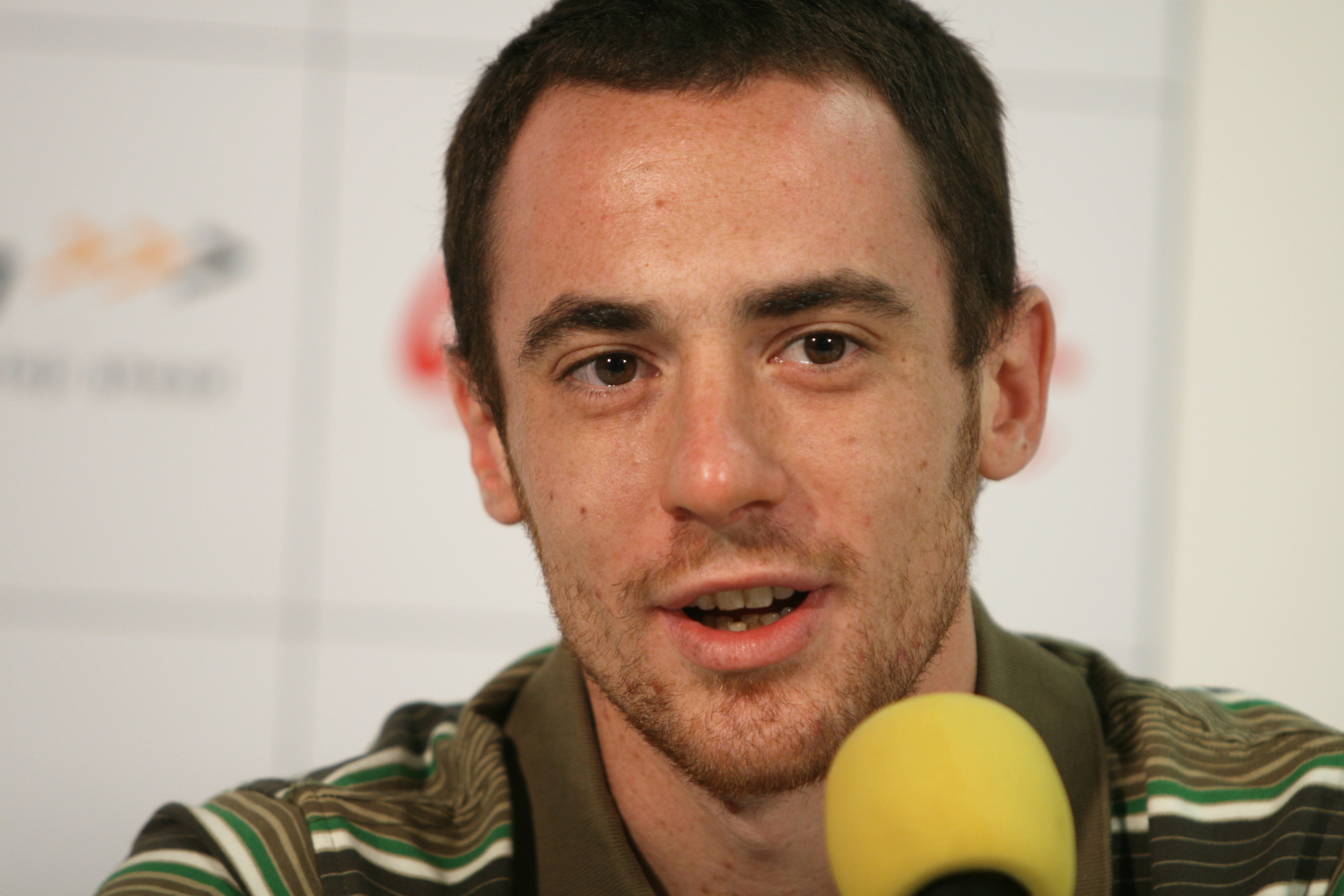
Elio Germano

W okresie tym Włosi zaczęli zdobywać swoje pierwsze nagrody międzynarodowe. Anna Magnani zdobyła Oscara dla najlepszej aktorki za rolę w amerykańskim filmie Tatuowana róża (1955) Daniela Manna, a sześć lat później Sophia Loren otrzymała statuetkę w tej samej kategorii za kreację w Matce i córce (1960) Vittoria De Siki. Oscar ten miał znaczenie historyczne – po raz pierwszy zdobyła go aktorka za rolę w filmie nieanglojęzycznym.
W latach 60. do grona wielkich gwiazd dołączyły Claudia Cardinale i Virna Lisi, wśród aktorów zaś – Gian Maria Volonté oraz Franco Nero. W latach 70. sławę zdobyli Giancarlo Giannini, Mariangela Melato oraz Ornella Muti, a także wielu aktorów specjalizujących się w kinie gatunkowym.
Od lat 80. poprzez lata 90. kino włoskie nie było w stanie – z kilkoma wyjątkami – wypromować nowych gwiazd znanych poza granicami kraju. Powodem był bez wątpienia kryzys kinematografii włoskiej, która nie była już w stanie eksportować swoich obrazów poza granicę kraju na tak szeroką skale. Wyjątkiem jest tu bez wątpienia Roberto Benigni, laureat Oscara dla najlepszego aktora za rolę w swoim autorskim filmie Życie jest piękne (1997). Nominację do Oscara w tej kategorii za rolę w Listonoszu (1995) Michaela Radforda zdobył pośmiertnie Massimo Troisi. Rola w oscarowym amerykańskim filmie Rain Man (1988) była trampoliną Valerii Golino zarówno do udanej kariery aktorskiej, jak i późniejszej reżyserskiej.
Na początku XXI w. kinematografia włoska starała się odzyskać swoje znaczenie. Niektórzy aktorzy włoscy nowej generacji dali się poznać widowni międzynarodowej, np. Elio Germano, laureat nagrody aktorskiej na MFF w Cannes za rolę w filmie Nasze życie (2010), a także znana z filmu Malena (2000) Monica Bellucci, która często występuje w filmach francuskich i amerykańskich. Rozgłos i uznanie zdobyli także m.in. Stefano Accorsi, Sergio Castellitto, Giovanna Mezzogiorno, Laura Morante, Silvio Orlando, Margherita Buy, Toni Servillo, Valeria Bruni Tedeschi, Riccardo Scamarcio, Kim Rossi Stuart, Alba Rohrwacher i Marcello Fonte. Wśród gwiazd współczesnego włoskiego kina jest również pochodząca z Polski Kasia Smutniak.